# Статевий акт

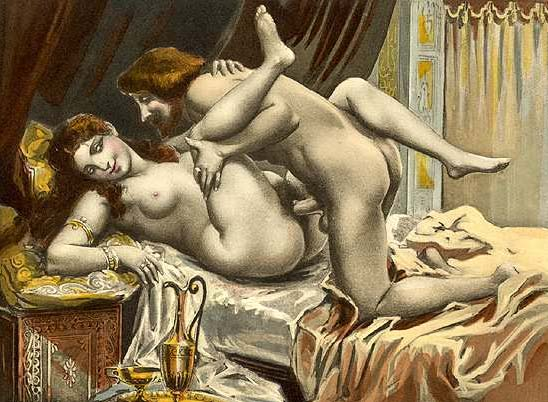
Статевий акт у місіонерській позиції, картина Едуара-Анрі Авріла (1892)

Стате́вий акт, також ко́їтус (лат. coitus), злягання — сексуальна активність, яка включає пенісо-вагінальний секс для розмноження, сексуального задоволення або обох завдань. Також відомий як вагінальний статевий акт або вагінальний секс. Сексуальне проникнення було відоме людям із незапам’ятних часів і було інстинктивною формою сексуальної поведінки та психології людей. Інші форми сексуального проникнення включають анальний секс (проникнення статевого члена в анус), оральний секс (проникнення статевого члена в рот або оральне проникнення в жіночі статеві органи), фінгеринг (статеве проникнення пальцями) і проникнення за допомогою використання фалоімітатора (особливо фалоімітатора зі страпоном) і вібраторів. Ці дії передбачають фізичну близькість між двома або більше людьми і зазвичай використовуються серед людей виключно для фізичного чи емоційного задоволення. Вони можуть сприяти зближенню людей.
Ставий акт включає сексуальне збудження (ерекцію пеніса та клітора, виділення вагінальної лубрикації та передеякуляту, фрикції пеніса у вагіні та оргазм чоловіка та жінки). Незахищений (наприклад, презервативом) статевий акт призводить до запліднення (вагітності) та зараження інфекціями, що передаються статевим шляхом. Перерваний статевий акт (виведення пеніса з вагіни перед еякуляцією) є найменш ефективним методом контрацепції (вагітність настає в третині випадків, див. Індекс Перля).
Існують різні погляди на те, що таке статевий акт або інша сексуальна діяльність, що може вплинути на погляди на сексуальне здоров’я. Хоча «статевий акт», зокрема термін «коїтус», зазвичай означає пенісно-вагінальне проникнення та можливість створення нащадків, він також часто позначає проникаючий оральний секс і пенісно-анальний секс, особливо останній. Зазвичай він охоплює будь-яке статеве проникнення, тоді як секс без проникнення називають «зовнішнім актом», але секс без проникнення певним чином також можна вважати статевим актом. Термін «Секс», який часто використовують як скорочення терміну «статевий акт», може означати будь-яку форму сексуальної активності. Оскільки під час цих заходів люди можуть бути піддані ризику зараження інфекціями, що передаються статевим шляхом, медичні працівники рекомендують практику безпечного сексу, щоб зменшити ризик передачі.
Різні юрисдикції накладають обмеження на певні статеві акти, такі як подружня зрада, інцест, статеві стосунки з неповнолітніми, проституція, зґвалтування, зоофілія, содомія, дошлюбні та позашлюбні статеві стосунки. Важливу роль у прийнятті особистих рішень щодо статевого акту чи іншої сексуальної активності, таких як рішення щодо незайманості відіграють також релігійні переконання. Релігійні погляди на сексуальність суттєво відрізняються між різними релігіями та сектами однієї релігії, хоча є спільні теми, такі як заборона подружньої зради.
Репродуктивний статевий акт між тваринами, відмінними від людей, частіше називають «копуляцією». При цьому серед тварин сперма може бути введена в репродуктивний тракт самки невагінальними способами, наприклад, шляхом клоакального злягання. Для більшості ссавців, крім людини, спарювання та копуляція відбуваються в момент тічки (найбільш плідний період у репродуктивному циклі самки), що збільшує шанси на успішне запліднення. Однак відомо, що бонобо, дельфіни та шимпанзе вступають у статевий акт незалежно від того, чи перебуває самка в тічці, а також вступають у статеві акти з одностатевими партнерами. Подібно до людей, які займаються сексуальною активністю переважно заради задоволення, така поведінка цих тварин також вважається для задоволення та фактором, що сприяє зміцненню їхніх соціальних зв’язків.

## Фізіологія у людини
У чоловіка при коїтусі всі фізіологічні реакції йдуть швидше і припиняються різкіше, ніж у жінки, у якої підготовчий період довший, а оргазм наступає пізніше і протікає в більш сповільненому темпі.
Коїтус у людини є складним процесом, що складається з низки психологічних і фізіологічних умовно-безумовних рефлексів на різних його фазах. Кожна подальша фаза може виникнути тільки після того, як попередня досягла певної висоти розвитку (жодна фаза не може виникнути й продовжуватися без опори на фізіологічний фундамент попередньої). У здорових чоловіка і жінки без сексуального потягу не наступає ерекція та зволоження геніталій, без ерекції пеніса неможливі фрикції, а без еякуляції немає чоловічого оргазму. Створюється безперервне наростання збудливого процесу, що захоплює всі фізіологічні системи організму. Всі функції організму мобілізуються на виконання сексуальної функції й підсилюють сексуальну домінанту: відбувається сумація подразнень — нюхових, слухових, зорових, тактильних і нейрогуморальних. Кінцевою завершальною фазою є відчуття чоловіком і жінкою оргазму, після чого наступає стан розрядки емоційної напруги.
Під час коїтусу збільшується кров'яний тиск, а пульс у фазі оргазму іноді доходить до 120–180 ударів/хв, частота дихання до 40 на хвилину, тобто досягаються показники, що спостерігаються при найнапруженіших спортивних змаганнях. Дихання робиться переривчастим і неглибоким, змінившись в кінці оргазму кількома глибокими вдихами. Внаслідок приливу крові підвищується температура геніталій як у чоловіка, так і у жінки.
Статевий акт, що закінчився оргастичною розрядкою, викликає посилений кровообіг, прискорення ритму серцевих скорочень, швидку зміну звуження і розширення судин, почастішання дихання, скорочення мускулатури таза, прямої кишки й нижніх кінцівок, рясне виділення поту; внаслідок цього статевий акт залишає після себе відчуття приємної втоми й м'язового розслаблення.

Етапи статевого акту
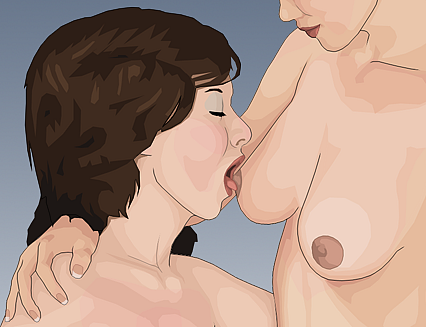
Прелюдія (фаза збудження)
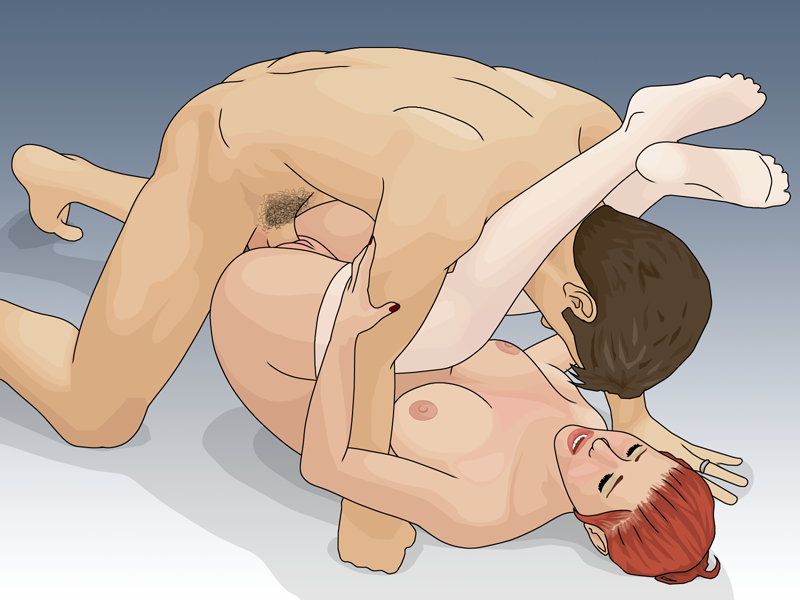
Сексуальне проникнення  (фаза плато)
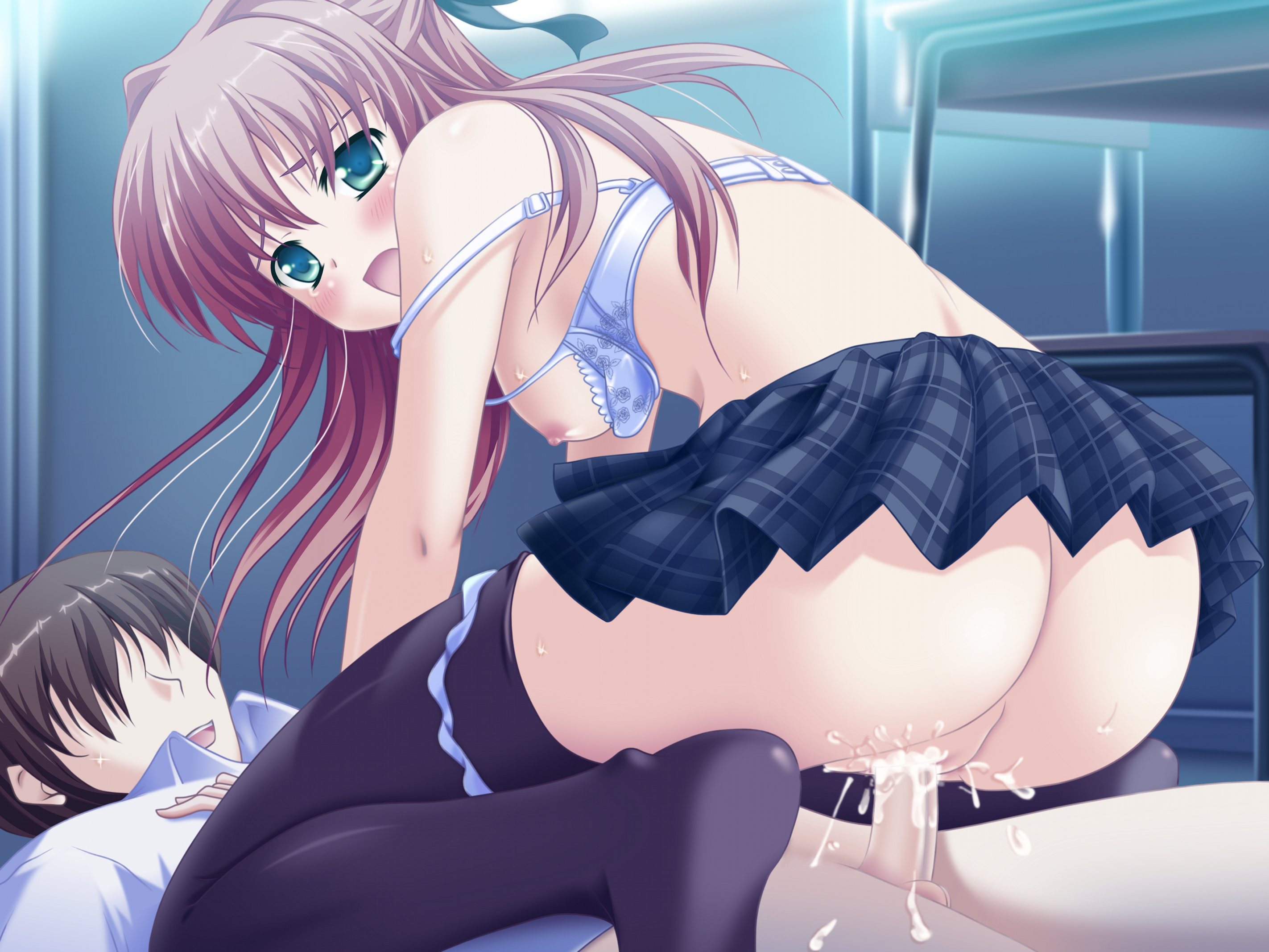
Оргазм (фаза оргазму)
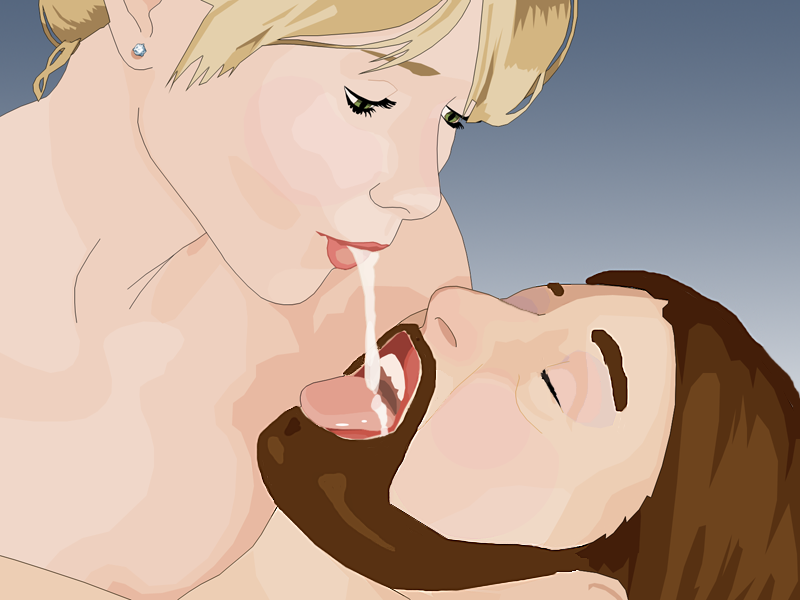
Розслаблення (фаза розслаблення)

## Активності

### Поняття

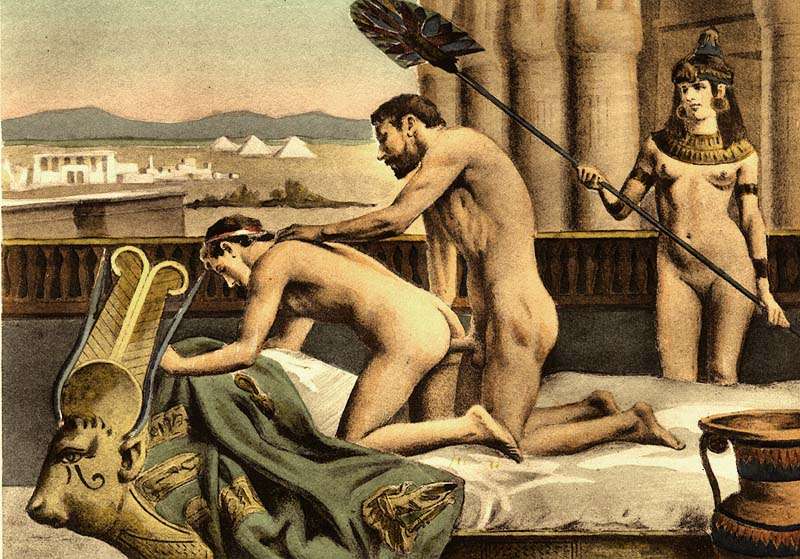
Еротична інтерпретація ХІХ століття римського імператора Адріана та Антіноя під час анальних зносин, автор Едуард-Анрі Авріль

«Статевий акт» може називатися «коїтусом», «зляганням» або «статевим актом». «Коїтус» походить від латинського слова coitio або coire, що означає «зближення або об'єднання» або «йти разом», і відомий під різними стародавніми латинськими назвами для різноманітних сексуальних дій, але зазвичай позначає пенісно-вагінальне проникнення. Його часто називають вагінальним статевим актом або «вагінальним сексом». «Вагінальний секс», і рідше «вагінальний статевий акт», також може означати будь-яку вагінальну сексуальну активність, особливо проникальну, включаючи сексуальну активність між лесбійськими парами. «Копуляція», навпаки, частіше означає процес спаровування, особливо для тварин. Вона може означати різноманіття сексуальних дій між особами протилежної або одностатевої пари, але загалом означає статевий репродуктивний акт передачі сперми від чоловіка до жінки або статеве продовження роду між чоловіком і жінкою.
Хоча «секс »і «заняття сексом» також найчастіше позначають статевий акт між пенісом і піхвою, «секс» може бути значно широким у своєму значенні та може охоплювати будь-яку проникаючу або непроникаючу сексуальну активність між двома або більше людьми. Всесвітня організація охорони здоров’я (ВООЗ) стверджує, що неанглійські мови та культури використовують різні слова для сексуальної активності, «з дещо відмінним значенням». Різноманітні вульгаризми, сленг і евфемізми використовуються для статевого акту чи іншої сексуальної активності, наприклад «трах», «перепих» та фраза «спати разом». Закони деяких країн використовують біблійний евфемізм «плотські знання». Проникнення в піхву статевого члена в стані ерекції також відоме як «інтромісія» або латинська назва immissio penis (лат. «введення статевого члена»). Вік першого статевого акту називається «сексархе».
Вагінальний, анальний і оральний секс визнається статевим актом частіше, ніж інша сексуальна поведінка. Сексуальна активність, яка не включає вагінально-статевий секс або інше сексуальне проникнення, може використовуватися для збереження цноти (іноді називається «технічна цнота») або позначається як «зовнішній акт». Однією з причин, чому втрата невинності часто ґрунтується на статевому акті між пенісом і піхвою, є те, що гетеросексуальні пари можуть займатися анальним або оральним сексом як способом сексуальної активності, зберігаючи при цьому свою незайманість, оскільки вони не брали участі в репродуктивному акті коїтусу. Деякі чоловіки-геї вважають фрот або оральний секс як спосіб збереження цноти, а пеніально-анальне проникнення використовують як статевий акт і для втрати цноти, в той час як інші геї можуть вважати фрот або оральний секс основними формами сексуальної активності. Лесбійки можуть класифікувати оральний секс або фінгеринг як статевий акті, як наслідок, акт втрати цноти або трибадизм як первинну форму сексуальної активності.
Дослідники зазвичай використовують поняття «статевий акт» для позначення пенісно-вагінального статевого акту, використовуючи конкретні слова, такі як «анальний секс» або «оральний секс», для іншої сексуальної поведінки. Вчені Річард М. Лернер і Лоуренс Стейнберг стверджують, що дослідники також «рідко розкривають», як вони концептуалізують стать «і навіть, чи усунули вони потенційні розбіжності» в концептуалізаціях статі. Лернер і Стейнберг приписують увагу дослідників вагінальному сексу до пеніса «заклопотаності ширшої культури цією формою сексуальної активності» і висловлюють занепокоєння тим, що «широко поширене, безсумнівне прирівнювання вагінально-статевого акту до сексу відображає нездатність систематично досліджувати «чи відповідає розуміння респондентом запитання [про сексуальну активність] тому, що мав на увазі дослідник»». Цей фокус також може відвести інші форми взаємної сексуальної активності до прелюдії або сприяти тому, що вони не вважаються «справжнім сексом», і обмежує значення зґвалтування. Також може статися так, що концептуальне зближення сексуальної активності з вагінальним статевим актом і статевою функцією перешкоджає та обмежує інформацію про сексуальну поведінку, яку можуть здійснювати негетеросексуальні люди, або інформацію про гетеросексуалів, які можуть займатися невагінальною сексуальною діяльністю.
Дослідження щодо значення статевого акту іноді вступають у суперечність. У той час як більшість вважає статевий акт між пенісом і піхвою сексом, питання про те, чи вважають анальний чи оральний статевий акт сексом, є більш дискусійним, причому оральний секс займає найнижче місце. Центри з контролю та профілактики захворювань (CDC) заявили, що «хоча існують лише обмежені національні дані про те, як часто підлітки займаються оральним сексом, деякі дані свідчать про те, що багато підлітків, які займаються оральним сексом, не вважають це «сексом»; отже, вони можуть використовувати оральний секс як можливість відчути секс, але у своїй свідомості залишаються цнотливими». Аптон та ін. заявив: «Цілком можливо, що люди, які займаються оральним сексом, але не вважають це «сексом», можуть не пов’язувати ці дії з потенційними ризиками для здоров’я, які вони можуть спричинити». В інших випадках фактором ідентифікації сексу є використання презерватива, оскільки деякі чоловіки заявляють, що сексуальна активність із захистом презерватива не є «справжнім сексом» або «справжнім актом». Ця точка зору поширена серед чоловіків в Африці, де сексуальна активність із захистом презервативом часто асоціюється з вихолощенням, оскільки презервативи запобігають прямому контакту статевого члена зі шкірою геніталій.

### Стимуляція
Статевий акт або інша сексуальна активність може включати різні сексуально стимулюючі фактори (фізіологічну або психологічну стимуляцію), включаючи різні сексуальні пози (наприклад, місіонерська поза, найпоширеніша сексуальна поза людини) або використання секс-іграшок. Прелюдія може передувати деяким сексуальним діям, що часто призводить до сексуального збудження партнерів і призводить до ерекції пеніса або природного змащення піхви. Також зазвичай люди отримують таке ж сексуальне задоволення від поцілунків, еротичних дотиків або обіймів, як і під час статевого акту.
Самки, які не належать до приматів, злягаються лише під час тічки, але статевий акт для жінок можливий у будь-який час менструального циклу. Статеві феромони сприяють копулятивним рефлексам у різних організмів, але у людини виявлення феромонів порушено, і вони мають лише залишкову дію. Самки не приматів стають у критичне положення лордозу і залишаються нерухомими, але ці рухові копулятивні рефлекси у жінок більше не функціонують.

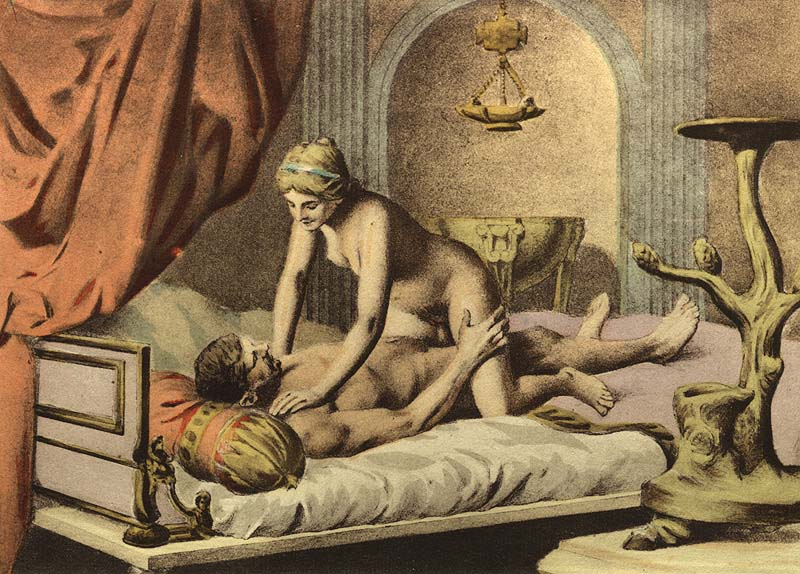
Зображення Едуарда-Анрі Авріла жінки нагорі, положення, яке стимулює клітор

Під час статевого акту партнери орієнтують свої стегна, щоб пеніс рухався вперед-назад у піхві, викликаючи тертя, як правило, без повного видалення пеніса. Таким чином вони стимулюють себе та один одного, часто продовжуючи до досягнення оргазму одним або обома партнерами.
Важливу роль у сексуальній активності жінок відіграє стимуляція клітора. 70–80% жінок для досягнення оргазму потребують прямої стимуляції клітора, хоч може бути достатньо непрямої стимуляції клітора (наприклад, через вагінальний статевий акт, див. оргазм у жінок). Через це деякі пари можуть використовувати позиція жінки зверху або техніку статевого рівняння, техніку, яка поєднує варіацію місіонерської пози «на висоті» з рухами тиску-протитиску, які виконує кожен партнер у ритмі сексуального проникнення, щоб максимізувати стимуляція клітора.

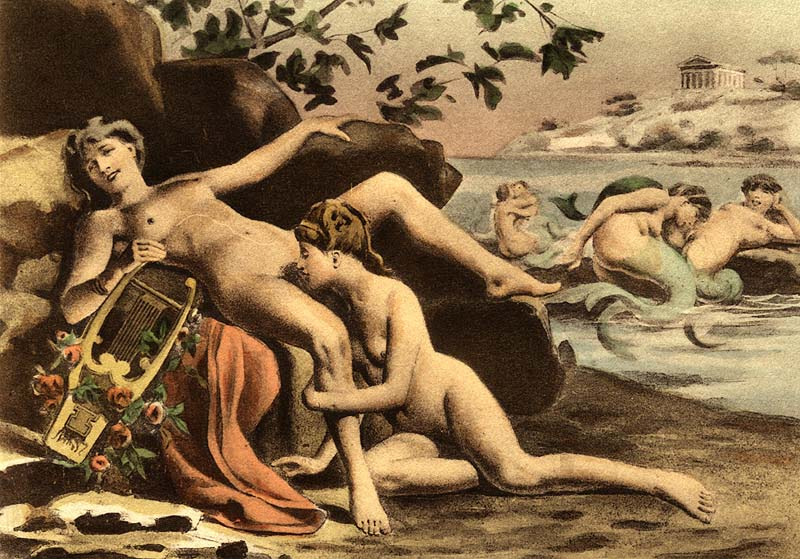
Зображення кунілінгуса Едуардом-Анрі Аврілем у житті Сапфо

Анальний секс передбачає стимуляцію заднього проходу, анальної порожнини, клапана сфінктера або прямої кишки. Найчастіше це означає введення статевого члена чоловіка в пряму кишку іншої людини, але також може означати використання секс-іграшок або пальців для проникнення в задній прохід, або оральний секс через анус (анілінгус), або пегінг.
Маніпуляція пальцями включає в себе цифрові маніпуляції клітором, іншою частиною вульви, піхви або заднього проходу з метою сексуального збудження та сексуальної стимуляції; це може становити весь сексуальний контакт або це може бути частиною спільної мастурбації, прелюдії чи інших сексуальних дій.   
Фінгеринг - це маніпуляції пальцями з клітором, рештою вульви, піхвою або анусом з метою сексуального збудження та сексуальної стимуляції. Він може становити всю сексуальну зустріч або бути частиною взаємної мастурбації, прелюдії чи інших сексуальних дій.

### Розмноження

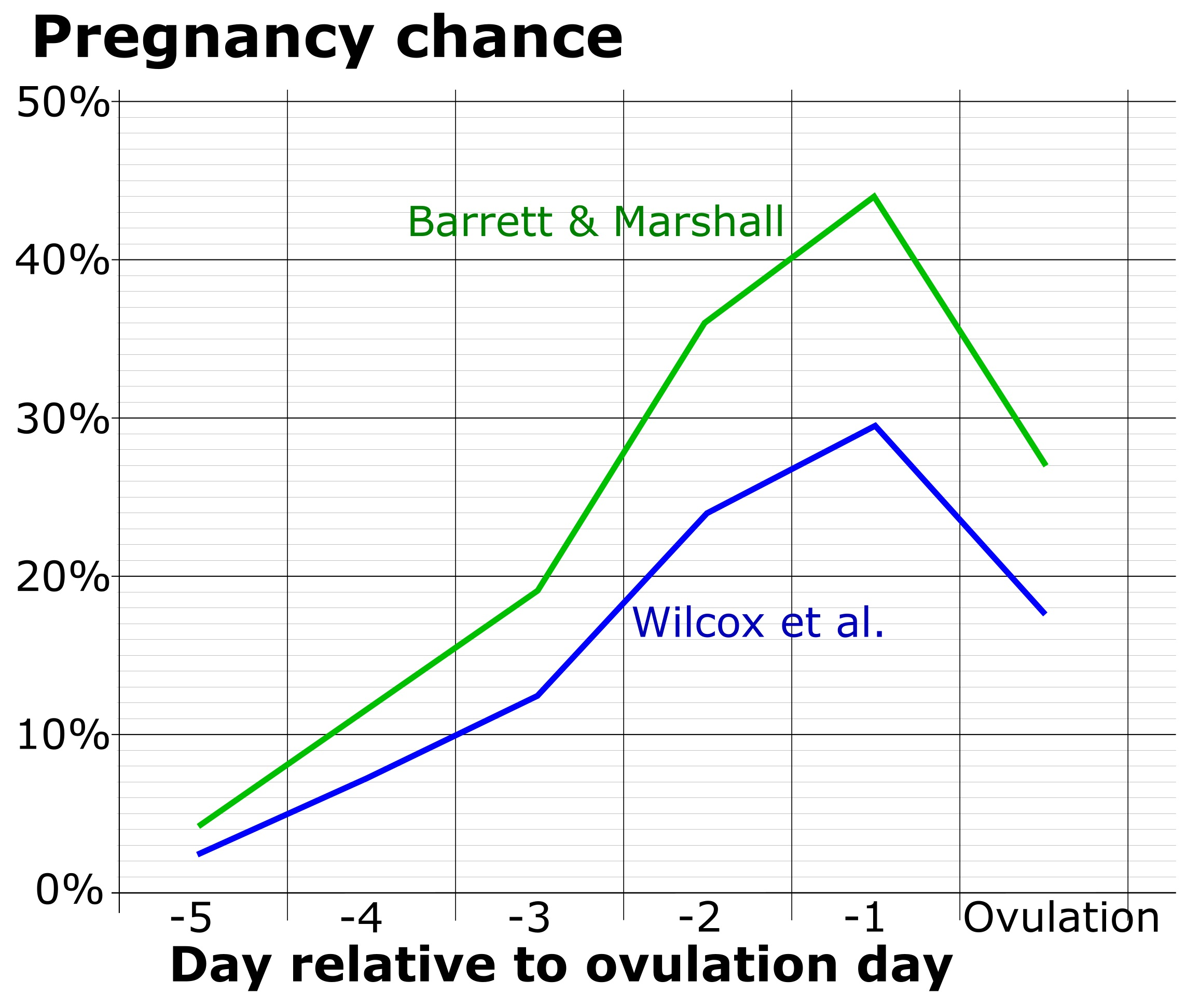
Імовірність запліднення за днем менструального циклу відносно овуляції

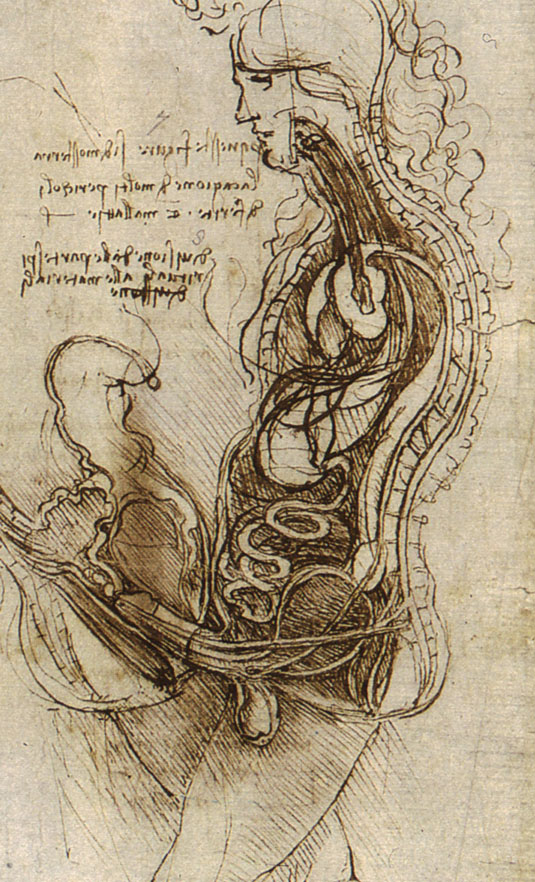
Леонардо да Вінчі «Союз чоловіка та жінки, розділених на половину» (бл. 1492), інтерпретація того, що відбувається всередині тіла під час статевого акту.

Природне розмноження людини передбачає пенісно-вагінальне проникнення, під час якого сперма, що містить чоловічі гамети, відомі як сперматозоїди або сперматозоїди, еякулюється через пеніс у піхву. Сперма проходить через піхву, шийку матки в матку, а потім в маткові труби. Мільйони сперматозоїдів еякулюють, щоб збільшити шанси на запліднення (див. конкуренцію сперматозоїдів), але для запліднення яйцеклітини достатньо лише одного. Коли плідна яйцеклітина від самки присутня в фаллопієвих трубах, чоловіча гамета запліднює яйцеклітину, утворюючи новий ембріон. Вагітність починається після імплантації заплідненої яйцеклітини в слизову оболонку матки (ендометрій).
Ймовірність вагітності під час статевого акту є найвищою під час менструального циклу приблизно за п’ять днів до приблизно одного дня після овуляції (це іноді називають «вікном фертильності»). Для оптимального шансу на вагітність існують рекомендації щодо вагінального статевого акту кожні один-два дні або кожні два-три дні. Деякі люди, які намагаються завагітніти, можуть вибрати час вагінального статевого акту з фертильним вікном, що іноді називають «статевим актом на час». Часовий статевий акт з використанням тестів сечі, які передбачають овуляцію, може допомогти покращити рівень вагітності та живонародження для деяких пар, які намагаються завагітніти, наприклад тих, хто намагається завагітніти менше 12 місяців і кому менше 40 років, однак це не так. З медичних даних ясно, чи статевий акт у визначений час покращує частоту підтверджених ультразвуком вагітностей, а також не ясно, чи статевий акт у визначений час впливає на рівень стресу або якість життя людини. Дослідження не показали суттєвої різниці між різними статевими позами та частотою вагітності, якщо це призводить до еякуляції в піхву.
Коли донор сперми має статеві зносини з жінкою, яка не є його партнеркою, і з єдиною метою запліднення жінки, це може бути відоме як природне запліднення, на відміну від штучного запліднення. Штучне запліднення - це форма допоміжної репродуктивної технології, яка є методами, які використовуються для досягнення вагітності штучним або частково штучним шляхом. Для штучного запліднення донори сперми можуть пожертвувати свою сперму через банк сперми, і інсемінація виконується з явним наміром спробувати запліднити самку; в цій мірі його мета є медичним еквівалентом статевого акту. Інсемінація штучного осіменіння, яка передбачає депонування (зазвичай) необробленої сперми у піхву жінки, фактично є заміною статевого акту і часто протиставляється «нормальному статевому акту» в цьому контексті. Репродуктивні методи також поширюються на гомосексуальні та лесбійські пари. Для чоловіків-геїв існує можливість сурогатної вагітності; для лесбійських пар крім вибору сурогатної вагітності існує донорське запліднення. Деякі жінки використовують штучне запліднення, щоб стати одинокими матерями за власним бажанням.

### Безпечний секс і контроль народжуваності
Гетеросексуальні та одностатеві пари практикують різноманітні методи безпечного сексу, включаючи статеві акти без проникнення, і гетеросексуальні пари можуть використовувати оральний або анальний секс (або обидва) як засіб контрацепції. Однак вагітність все ще може виникнути під час анального сексу чи інших форм сексуальної активності, якщо пеніс знаходиться поблизу піхви (наприклад, під час міжногневого сексу чи іншого тертя статевих органів), а його сперма осідає біля входу в піхву та переміщується разом зі змащувальними рідинами піхви; ризик вагітності може виникнути і тоді, коли пеніс не знаходиться біля піхви, оскільки сперма може потрапити до вагінального отвору, коли піхва контактує з пальцями або іншими негенітальними частинами тіла, які контактували зі спермою.

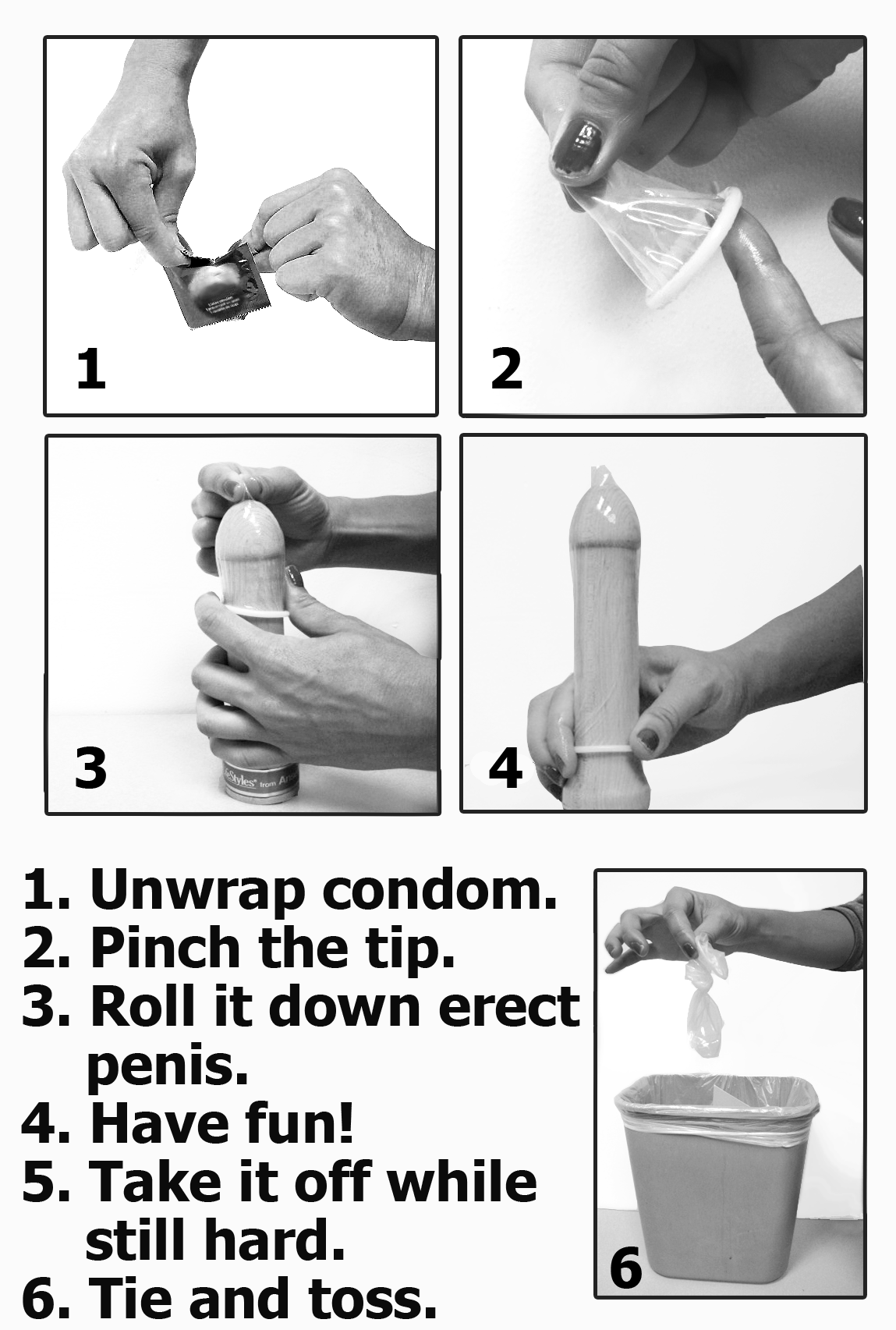
Інструкція з надягання презерватива

Безпечний секс є актуальною філософією зменшення шкоди, а презервативи використовуються як форма безпечного сексу та контрацепції. Презервативи широко рекомендуються для профілактики інфекцій, що передаються статевим шляхом (ІПСШ). Відповідно до звітів Національного інституту здоров’я США (NIH) і Всесвітньої організації охорони здоров’я (ВООЗ), правильне та постійне використання латексних презервативів знижує ризик передачі ВІЛ/СНІДу приблизно на 85–99% порівняно з ризиком без захисту. Презервативи рідко використовуються для орального сексу, і існує значно менше досліджень поведінки щодо використання презервативів для анального та орального сексу. Найефективніший спосіб уникнути інфекцій, що передаються статевим шляхом, - це утриматися від статевих контактів, особливо вагінальних, анальних і оральних статевих контактів.
На рішення та варіанти щодо контролю за народжуваністю можуть впливати культурні причини, наприклад релігія, гендерні ролі чи фольклор. В переважно католицьких країнах Ірландії, Італії та на Філіппінах наголошується на поінформованості про фертильність і ритмічному методі, тоді як висловлюється несхвалення щодо інших методів контрацепції. У всьому світі більш поширеним методом контролю за народжуваністю є стерилізація, а використання внутрішньоматкової спіралі (ВМС) є найпоширенішим і ефективним способом оборотної контрацепції. Крім того, зачаття та контрацепція є життєво важливою ситуацією в країнах, що розвиваються, де кожна третя жінка народжує до 20 років; однак 90% небезпечних абортів у цих країнах можна запобігти за допомогою ефективної контрацепції.
Національне дослідження сексуального здоров’я та поведінки (NSSHB) у США 2010 року показало, що «1 з 4 актів вагінального статевого акту є захищеним презервативом у США (1 з 3 серед неодружених)», що ««користування презервативами частіше серед темношкірих та латиноамериканців ніж серед білих американців та представників інших расових груп», і що «дорослі, які використовують презерватив під час статевого акту, з такою ж імовірністю оцінюють сексуальний рівень позитивно з точки зору збудження, задоволення та оргазму, ніж під час статевого акту без нього».

### Поширеність
Пенісно-вагінальна пенетрація є найпоширенішою формою статевого акту. Дослідження показують, що більшість гетеросексуальних пар мають вагінальний статевий акт майже під час кожного сексуального контакту. Національне дослідження сексуального здоров’я та поведінки (NSSHB) США 2010 року повідомило, що вагінальний статевий акт є «найпоширенішим видом сексуальної поведінки серед чоловіків і жінок різного віку та етнічної приналежності». Клінт E. Брусс з колегами заявляють, що такий акт «найчастіше досліджувана поведінка» і «часто в центрі уваги програм сексуальної освіти для молоді». Вайтен з колегами стверджують, що це «найбільш широко схвалений і практикуваний статевий акт у нашому суспільстві».
Щодо орального або анального статевого акту, 2009 року CDC заявив: «Дослідження показують, що оральний секс зазвичай практикується сексуально активними чоловіками та жінками та одностатевими парами різного віку, включаючи підлітків». Оральний секс значно більш поширений, ніж анальний. Дослідження NSSHB 2010 року показало, що вагінальний статевий акт практикується частіше, ніж інсертивний анальний секс серед чоловіків, але що від 13% до 15% чоловіків віком від 25 до 49 років практикують інсертивний анальний секс. Сприйнятливий анальний статевий акт був нечастим серед чоловіків, приблизно 7% чоловіків у віці від 14 до 94 років сказали, що вони були сприйнятливим партнером під час анального статевого акту. Дослідження показало, що менше жінок повідомили про участь у анальному сексі, ніж про іншу сексуальну поведінку партнера. Було підраховано, що від 10% до 14% жінок у віці від 18 до 39 років займалися анальним сексом протягом останніх 90 днів, і що більшість жінок, які займаються анальним сексом, сказали, що практикували його раз на місяць або кілька разів на рік.
За даними дослідження, що проводилося Київським міжнародним інститутом соціології (КМІС) на замовлення компанії «Україна сьогодні» 2013 року:
"53% учасників дослідження протягом 30 днів напередодні опитування мали інтимні стосунки. Кількість статевих контактів досить суттєво розрізняється: 1–2 контакти мають 15% тих, хто відповів, приблизно однакова кількість населення мала по 3–4, 5–7, 8–10 та 11–15 контактів (по 9–11% ). Більш, ніж чверть респондентів — 26% — повідомила, що в них цей період сексу не було.
Майже половина українців (54%) мала за останній рік сексуальні стосунки з одним партнером. Лише 2,5% опитуваних повідомили, що мали в цей період інтимний контакт з більш, ніж з однією людиною. В переважної більшості в цих людей (майже 2/3 від 2,5%) було 2 партнера за останній рік".

### Вік першого статевого акту
Поширеність першого статевого акту порівнювали між культурами. У 2003 році Майкл Бозон з Французького національного інституту демографічних досліджень провів міжкультурне дослідження під назвою «У якому віці жінки та чоловіки мають свій перший статевий акт?» У першій групі сучасних культур, які він досліджував, до якої входила Африка на південь від Сахари (малі, Сенегал і Ефіопія), дані показали, що в цих суспільствах чоловіки починають статеві стосунки в більш пізньому віці, ніж жінки, але часто перебуває поза шлюбом; дослідження вважало, що Індійський субконтинент також належить до цієї групи, хоча дані були доступні лише з Непалу.
У другій групі, як свідчать дані, сім'ї заохочують дочок відкласти шлюб і утримуватися від статевих стосунків до шлюбу. Натомість синів заохочують набувати досвіду зі старшими жінками або повіями до одруження. Вік чоловіків на момент початку статевого життя в цих суспільствах нижчий, ніж у жінок; до цієї групи входять південноєвропейські та латиноамериканські культури (відзначаються Португалія, Греція та Румунія), а також латиноамериканські (Бразилія, Чилі та Домініканська Республіка). Дослідження вважало, що багато азійських суспільств також належать до цієї групи, хоча відповідні дані були доступні лише з Таїланду.
У третій групі вік чоловіків і жінок на момент початку статевого життя був більш відповідним; однак було дві підгрупи. У нелатинських католицьких країнах (згадуються Польща та Литва) вік початку статевого життя був вищим, що свідчить про пізніший шлюб і взаємне оцінювання чоловічої та жіночої незайманості. Така сама модель пізнього шлюбу та взаємного оцінювання невинності відображена в Сінгапурі та Шрі-Ланці. Дослідження вважало, що Китай і В’єтнам також потрапляють до цієї групи, хоча дані були недоступні. У країнах Північної та Східної Європи вік початку статевого життя був нижчим, і чоловіки, і жінки брали участь у статевих стосунках до будь-якого шлюбу; у дослідженні членами цієї групи були Швейцарія, Німеччина та Чехія.
Стосовно даних США, таблиці Національного центру статистики охорони здоров’я повідомляють, що в 2010 році вік першого статевого акту становив 17,1 року як для чоловіків, так і для жінок. CDC заявив, що у 2002 році 45,5% дівчат і 45,7% хлопців були залучені в сексуальне життя до 19 років, у 2011 році, звітуючи про свої дослідження з 2006 по 2010 рік, вони заявили, що 43% американських неодружених підліток і 42% американських неодружених підлітків коли-небудь вступали в статевий акт. CDC також повідомляє, що американські дівчата, швидше за все, втратять цноту з хлопцем, старшим за них на 1-3 роки. У період з 1988 по 2002 рік відсоток людей у США, які мали статевий акт у віці від 15 до 19 років, впав з 60 до 46 % для ніколи не одружених чоловіків і з 51 до 46 % для ніколи не одружених жінок.
Згідно дослідження, що проводилося Київським міжнародним інститутом соціології (КМІС) на замовлення компанії «Україна сьогодні» 2013 року 7% респондентів почали інтимне життя у неповнолітньому віці (12–15 років), більшість у віці 16–18 років (42%), ще 29% у наступні три роки. Таким чином, у віці 21 рік 92% українців та українок вже мали сексуальний досвід.

## Вплив на здоров'я

### Переваги
Повідомлялося, що статеві зносини та сексуальна активність загалом мають такі переваги для здоров’я, як посилення імунітету шляхом збільшення вироблення організмом антитіл і наступного зниження кров’яного тиску і зниження ризику раку простати. Сексуальна близькість і оргазми підвищують рівень гормону окситоцину (також відомого як «гормон кохання»), який може допомогти людям налагодити зв’язок і зміцнити довіру. Вважається, що окситоцин має більш значний вплив на жінок, ніж на чоловіків, тому, можливо, жінки асоціюють сексуальний потяг або сексуальну активність із романтикою та коханням більше, ніж чоловіки. Довгострокове дослідження 3500 людей віком від 18 до 102 років, проведене клінічним нейропсихологом Девідом Віксом, показало, що, виходячи з неупереджених оцінок фотографій піддослідних, регулярний секс асоціюється з тим, що люди виглядають значно молодшими за часом. Однак це не гарантує наявність причинно-наслідкового зв'язку.
Перший вагінальний статевий акт підвищує імунну активність піхви.

### Ризики
Інфекції, що передаються статевим шляхом (ІПСШ), — це бактерії, віруси або паразити, які передаються статевим шляхом, особливо під час вагінального, анального або орального статевого акту або незахищеного сексу. Оральний секс менш ризикований, ніж вагінальний або анальний секс. Часто ІПСШ спочатку не викликають симптомів, що підвищує ризик несвідомої передачі інфекції статевому партнеру чи іншим особам.
Щороку в США реєструється 19 мільйонів нових випадків ІПСШ, а в 2005 році Всесвітня організація охорони здоров’я (ВООЗ) оцінила, що 448 мільйонів людей у віці 15–49 років щорічно заражаються виліковними ІПСШ (такими як сифіліс, гонорея та хламідіоз). Деякі ІПСШ можуть викликати виразку статевих органів; навіть якщо вони це не відбувається, вони збільшують ризик як зараження, так і передачі ВІЛ до десяти разів. Гепатит В також може передаватися статевим шляхом. У всьому світі існує близько 257 мільйонів хронічних носіїв гепатиту B. ВІЛ є одним із провідних інфекційних вбивць у світі. У 2010 році приблизно 30 мільйонів людей померли через це з початку епідемії. З 2,7 мільйона нових ВІЛ-інфекцій, які відбулися в усьому світі в 2010 році, 1,9 мільйона (70%) були в Африці. Всесвітня організація охорони здоров'я також заявила, що «приблизно 1,2 мільйона африканців, які померли від хвороб, пов'язаних з ВІЛ, у 2010 році склали 69% від загальної кількості смертей у світі в 1,8 мільйона, пов'язаних з епідемією». ВІЛ діагностують за допомогою аналізів крові, і хоча лікування не знайдено, його можна контролювати за допомогою лікування за допомогою антиретровірусних препаратів для лікування захворювання, і пацієнти можуть насолоджуватися здоровим і продуктивним життям.
У випадках, коли є підозра на інфікування, раннє медичне втручання є надзвичайно корисним у всіх випадках. CDC заявив, що «ризик передачі ВІЛ від інфікованого партнера через оральний секс набагато менший, ніж ризик передачі ВІЛ при анальному або вагінальному сексі», але «виміряти точний ризик передачі ВІЛ в результаті орального сексу дуже складно» і що це відбувається «оскільки більшість сексуально активних людей практикують оральний секс на додаток до інших форм сексу, таких як вагінальний або анальний секс, коли відбувається передача інфекції, важко визначити, чи сталася вона в результаті орального сексу або інших більш ризикованих сексуальних дій». Вони додали, що «кілька кофакторів можуть підвищувати ризик передачі ВІЛ через оральний секс»; до них відносяться виразки, кровоточивість ясен, виразки на геніталіях і наявність інших ІПСШ.
2005 року Всесвітня організація охорони здоров’я підрахувала, що у всьому світі щороку вагітніють 123 мільйони жінок, і близько 87 мільйонів з цих вагітностей, або 70,7%, є ненавмисними. Повідомляється, що приблизно 46 мільйонів вагітностей на рік закінчуються штучним абортом. Приблизно 6 мільйонів жінок США вагітніють на рік. З відомих випадків вагітності дві третини закінчуються живонародженням і приблизно 25% – абортами, решта - викиднем. Проте набагато більше жінок вагітніють і викидняють, навіть не усвідомлюючи цього, натомість приймаючи викидень за надзвичайно рясну менструацію. Рівень підліткової вагітності в США впав на 27% між 1990 і 2000 роками, зі 116,3 вагітності на 1000 дівчат у віці 15–19 років до 84,5. Ці дані включають живонароджені, аборти та втрати плода. Майже 1 мільйон американських жінок-підлітків, 10% усіх жінок у віці 15–19 років і 19% тих, хто повідомив, що мали статевий акт, вагітніють щороку.
Сексуальна активність може збільшити експресію фактора транскрипції гена під назвою ΔFosB (дельта FosB) у центрі винагороди мозку; отже, надмірно часте регулярне (щоденне) статеве життя може призвести до надмірної експресії ΔFosB, викликаючи пристрасть до сексуальної активності. Сексуальна залежність або гіперсексуальність часто розглядається як розлад контролю імпульсів або поведінкова залежність. Це було пов’язано з нетиповим рівнем дофаміну, нейромедіатора. Ця поведінка характеризується фіксацією на статевому акті та розгальмованістю. Було запропоновано класифікувати цю «залежну поведінку» в DSM-5 як імпульсивно-компульсивний розлад поведінки. Вважається, що залежність від статевого акту генетично пов’язана. Ті, хто має залежність від статевого акту, мають більшу реакцію на візуальні сексуальні сигнали в мозку. Ті, хто шукає лікування, зазвичай звертаються до лікаря для фармакологічного лікування та терапії. Однією з форм гіперсексуальності є синдром Клейне-Левіна. Він проявляється гіперсомнією та гіперсексуальністю і залишається відносно рідкісним.
Сексуальна активність може безпосередньо спричинити смерть, зокрема через ускладнення коронарного кровообігу, які іноді називають коїтальною смертю, коїтальною смертю або коїтальною коронарною смертю. Однак статеві випадки є значно рідкісними. Люди, особливо ті, хто займається мало фізичними вправами або зовсім не займаються ними, мають дещо підвищений ризик спровокувати серцевий напад або раптову серцеву смерть під час статевого акту або будь-яких інтенсивних фізичних вправ, які спорадично виконуються. Регулярні фізичні вправи знижують, але не усувають підвищений ризик.

### Тривалість та генітальні ускладнення
Статевий акт, коли бере участь чоловік, часто закінчується, коли чоловік еякулює, і, таким чином, партнерка може не встигнути досягти оргазму. Крім того, передчасна еякуляція (ПЕ) є поширеною, і жінки часто потребують довшої сексуальної стимуляції, ніж чоловіки, щоб досягти оргазму. Вчені, такі як Вайтен та ін., стверджують, що «багато пар схиляються до ідеї, що оргазм має бути досягнутий лише через статевий акт [пенісо-вагінальний секс]», що «слово прелюдія означає, що будь-яка інша форма сексуальної стимуляції є просто підготовка до «головної події»» і що «оскільки жінки досягають оргазму під час статевого акту рідше, ніж чоловіки», вони частіше за чоловіків імітують оргазм, щоб задовольнити своїх сексуальних партнерів.

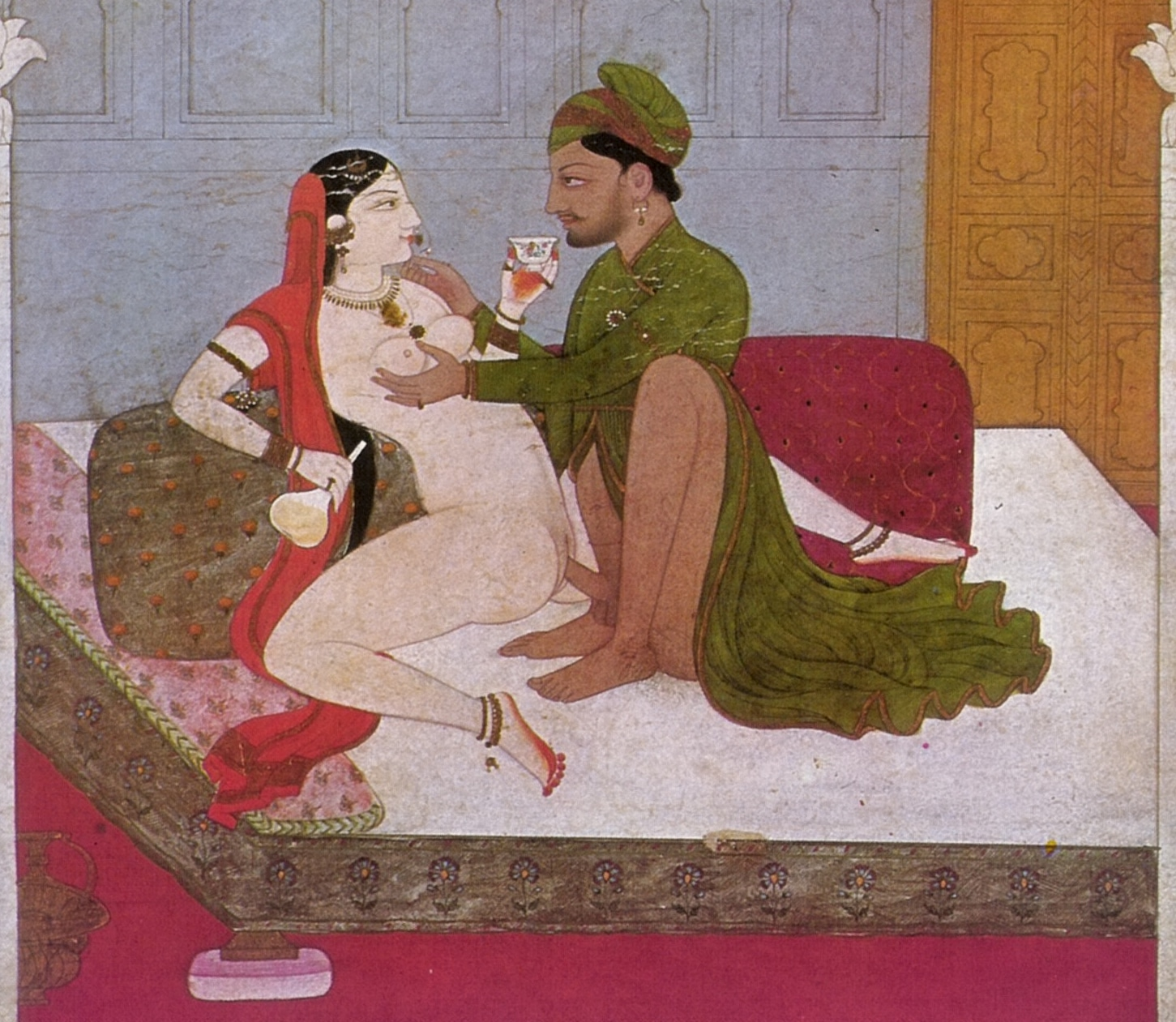
Картина пари (індійський принц і пані), які продовжують статевий акт

1991 року вчені з Інституту Кінсі заявили: «Правда полягає в тому, що час між проникненням і еякуляцією різний не тільки від чоловіка до чоловіка, але й від одного разу до іншого для одного і того ж чоловіка». Вони додали, що відповідна тривалість статевого акту – це час, який потрібен для обох партнерів, щоб бути взаємно задоволеними, підкресливши, що Кінсі «виявив, що 75% чоловіків еякулювали протягом двох хвилин після проникнення. Але він не запитав, чи чоловіки або їхні партнери вважали дві хвилини взаємним задоволенням» і «новіші дослідження повідомляють про трохи більший час для статевого акту». Опитування канадійських і американських сексотерапевтів 2008 року показало, що середній час гетеросексуального акту (коїтус) становив 7 хвилин, і що 1-2 хвилини були занадто короткими, 3-7 хвилин були достатніми і 7-13 хвилин бажаними, тоді як 10-30 хвилин були занадто довгим часом.
Середня тривалість статевого акту у молодих здорових людей в нормальних умовах варіює від 2–5 хвилин до 10 хвилин при першому сексуальному зближенні. При повторенні статевий акт може затягуватися, подовжуватися. Можна вважати нормальною будь-яку тривалість статевого акту, що дозволяє отримати розрядку партнеру і партнерці.
- Пролонгований статевий акт — довільно затягуваний;
- Передчасна еякуляція — закінчення участі чоловіка у статевому акті раніше очікуваного з відсутністю контролю над оргазмом;
- Неповний статевий акт — при якому у чоловіка відсутні еякуляція і оргазм, а у жінки оргазм. Підходящим для коїтусу вважається вечірній час перед сном, тим паче, що секс для деяких людей є снодійним засобом. Багато пар практикують секс у ранішні години або інший час. Оптимальним є регулярне сексуальне життя, що відповідає індивідуальним можливостям. При порушеннях перебігу статевого акту необхідно звертатися до лікаря-сексопатолога.

У більшості шлюбів при тривалому сексуальному житті відбувається поступове пристосування подружжя одне до одного. Вони виробляють у себе навички поведінки, що дозволяють приходити до оргазму разом. Встановлюється гармонійність сексуальних взаємин.
Аноргазмія - це регулярні труднощі з досягненням оргазму після інтенсивної сексуальної стимуляції, що викликає особистий дистрес. Це значно частіше зустрічається у жінок, ніж у чоловіків, що пояснюється відсутністю статевого виховання щодо жіночого тіла, особливо в сексуально негативних культурах, таких як стимуляція клітора зазвичай є ключовою для жінок. оргазм. Фізична структура коїтусу надає перевагу стимуляції статевого члена над стимуляцією клітора; розташування клітора зазвичай вимагає ручної або оральної стимуляції, щоб жінка досягла оргазму. Приблизно 25% жінок повідомляють про труднощі з оргазмом, 10% жінок ніколи не відчували оргазму, і 40% або 40–50% або скаржилися на сексуальне незадоволення, або відчували труднощі зі сексуальним збудженням у певний момент у їхні життя.
Вагінізм — це мимовільне напруження мускулатури тазового дна, що викликає статевий акт або будь-яку форму пенетрації в піхву, що є тривожним, болісним і іноді неможливим для жінок. Це умовний рефлекс лобково-куприкового м’яза, який іноді називають ПК-м’язом. Вагінізм може бути важко подолати, оскільки якщо жінка очікує відчути біль під час статевого акту, це може спричинити спазм м’язів, що призведе до болючого статевого акту. Лікування вагінізму часто включає як психологічні, так і поведінкові методи, включаючи використання вагінальних розширювачів. Крім того, було випробувано та застосовано застосування ботокса для лікування вагінізму. Хворобливий або незручний статевий акт також може бути класифікований як диспареунія.
За повідомленнями, приблизно 40% чоловіків мають певну форму еректильної дисфункції (ЕД) або імпотенції, принаймні час від часу. Повідомляється, що передчасна еякуляція зустрічається частіше, ніж еректильна дисфункція, хоча деякі оцінки свідчать про інше. Через різні значення розладу оцінки поширеності передчасної еякуляції відрізняються значно більше, ніж для еректильної дисфункції. Наприклад, клініка Мейо стверджує: «Оцінки різняться, але [передчасна еякуляція] може колись спостерігатися у 1 із 3 чоловіків». Крім того, «Мастерс і Джонсон припустили, що передчасна еякуляція є найпоширенішою статевою дисфункцією, навіть незважаючи на те, що більше чоловіків звертаються за лікуванням у зв’язку з труднощами з ерекцією», і що це тому, що «хоча, за оцінками, від 15 до 20 відсотків чоловіків відчувають труднощі з контролем швидкої еякуляції, більшість з них не вважають це проблемою, що потребує допомоги, а багато жінок мають труднощі з вираженням своїх сексуальних потреб». За оцінками Американської урологічної асоціації (AUA), передчасна еякуляція може вплинути на 21% чоловіків у Сполучених Штатах.
Для тих, чия імпотенція викликана захворюваннями, доступні ліки, що відпускаються за рецептом, такі як Віагра, Сіаліс і Левітра. Однак лікарі застерігають від непотрібного використання цих препаратів, оскільки вони супроводжуються серйозними ризиками, такими як підвищення ймовірності серцевого нападу. Селективний інгібітор зворотного захоплення серотоніну (СІЗЗС) і антидепресант дапоксетин використовується для лікування передчасної еякуляції. У клінічних випробуваннях люди з ПЕ, які приймали дапоксетин, мали статевий акт у три-чотири рази довше до оргазму, ніж без препарату. Ще одним розладом, пов’язаним з еякуляцією, є затримка еякуляції, яка може бути спричинена небажаним побічним ефектом антидепресантів, таких як флувоксамін; проте всі СІЗЗС мають ефект затримки еякуляції, а флувоксамін має найменший ефект затримки еякуляції.
Статеві зносини залишаються можливими після капітального лікування репродуктивних органів і структур. Особливо це стосується жінок. Навіть після обширних гінекологічних хірургічних процедур (таких як гістеректомія, овариектомія, сальпінгектомія, дилатація та кюретаж, гіменотомія, операція на бартоліновій залозі, видалення абсцесу, вестибулектомія, зменшення малих статевих губ, конізація шийки матки, хірургічне та радіологічне лікування раку та хіміотерапія) може бути коїтус. Реконструктивна хірургія залишається варіантом для жінок, які перенесли доброякісні та злоякісні захворювання.
Слід також пам'ятати, що під час статевого акту може статися полон пеніса і вагінізм.

### Інвалідність та інші ускладнення
Перешкоди, з якими стикаються люди з інвалідністю під час статевого акту, включають біль, депресію, втому, негативний образ тіла, скутість, функціональні порушення, тривогу, зниження лібідо, гормональний дисбаланс, а також медикаментозне лікування або побічні ефекти. Сексуальне функціонування регулярно визначають як занедбану сферу якості життя пацієнтів з евматоїдним артритом. Для тих, хто повинен приймати опіоїди для контролю болю, статевий акт може ускладнитися. Значною мірою вплинути на здатність до статевого акту також може інсульт. Хоча біль, пов’язаний з інвалідністю, в тому числі внаслідок раку,  та порушення рухливості можуть перешкоджати статевому акту, у багатьох випадках найбільш значущими перешкодами для статевого акту для людей з інвалідністю є психологічні перешкоди. Зокрема, люди з інвалідністю можуть відчувати страх перед статевим актом через проблеми, пов'язані з їхнім самооцінкою як сексуальної істоти, або через дискомфорт партнера чи сприйманий дискомфорт. Тимчасові труднощі можуть виникати з алкоголем і сексом, оскільки алкоголь може спочатку підвищити інтерес через розгальмовування, але зменшити здатність при більшому споживанні; однак розгальмовування може варіюватися в залежності від культури.
Важко брати участь у статевому акті людям з розумовими вадами. Це може відбуватися через відсутність обізнаного медичного працівника, навченого та досвідченого в консультуванні осіб з інтелектуальними вадами щодо статевого акту. Особи з інтелектуальною недостатністю можуть мати вагання щодо обговорення теми сексу, брак сексуальних знань і обмежені можливості для статевого виховання. Крім того, існують інші бар'єри, такі як більша поширеність сексуального насильства та зґвалтувань. Про ці злочини часто не повідомляють. Бракує «діалогу щодо права людини цієї групи населення на сексуальне вираження за згодою, недостатнього лікування менструальних розладів, а також правових і системних бар'єрів». Жінкам з розумовою неповносправністю може бракувати послуг з охорони сексуального здоров'я та сексуальної освіти. Вони можуть не розпізнавати сексуальне насильство. Для деяких з них не завжди можливий статевий акт за згодою. Люди з розумовою неповносправністю можуть мати обмежені знання та доступ до контрацепції, скринінгу на інфекції, що передаються статевим шляхом, та рак шийки матки.

## Соціальні ефекти

### Дорослі
Статевий акт може бути з репродуктивною, стосунковою або розважальною метою. Він часто відіграє важливу роль у людських взаєминах. У багатьох суспільствах для пар є нормальним статевий акт із використанням певного методу контролю за народжуваністю, обмін задоволенням і зміцнення емоційного зв’язку через сексуальну активність, навіть якщо вони свідомо уникають вагітності.
У людей і бонобо самка має відносно приховану овуляцію, тому партнери зазвичай не знають, чи є вона фертильною в будь-який момент. Однією з можливих причин цієї відмінної біологічної особливості може бути формування сильних емоційних зв’язків між статевими партнерами, важливих для соціальних взаємодій, і, у випадку з людьми, тривале партнерство, а не термінове статеве розмноження.
Сексуальна незадоволеність через відсутність статевого акту пов’язана з підвищеним ризиком розлучення та розірвання стосунків, особливо для чоловіків. Деякі дослідження, однак, показують, що загальне незадоволення шлюбом для чоловіків виникає, якщо їхні дружини фліртували з іншим чоловіком, еротично цілувалися або вступали в романтичні чи сексуальні стосунки з іншим чоловіком (зрада), і що це особливо стосується чоловіків з нижчим емоційним і комплексним задоволенням від шлюбу. Інші дослідження показують, що відсутність статевого акту не призводить до розлучення, хоча зазвичай це одна з багатьох причин. За Національним дослідженням сексуального здоров’я та поведінки  (NSSHB) в США 2010 року, чоловіки, які мали останній сексуальний контакт із партнеркою, повідомили про більше збудження, більше задоволення, менше проблем з ерекцією, оргазмом і менший біль під час події, ніж чоловіки, які мали останній сексуальний контакт із партнеркою, яка не перебуває у відносинах з чоловіком.
Жінки часто скаржаться на відсутність у подружжя сексуальної спонтанності. Зниження сексуальної активності серед цих жінок може бути наслідком їх сприйнятої неспроможності зберегти ідеальну фізичну привабливість або тому, що проблеми зі здоров’ям їхніх сексуальних партнерів перешкоджають статевому акту. Деякі жінки стверджують, що найприємніший сексуальний досвід полягає в тому, щоб бути з кимось, а не оргазмом. Що стосується розлучення, жінки частіше розлучаються зі своїм чоловіком через випадковий секс або різноманітні зради, якщо вони перебувають у менш кооперативних або конфліктних шлюбах.
Дослідження також показує, що неодружені пари, які живуть разом, вступають у статеві зносини частіше, ніж подружні пари, і більш схильні брати участь у статевих актах поза межами сексуальних стосунків; це може бути пов’язано з ефектом «медового місяця» (новизна чи новизна статевого акту з партнером), оскільки статеві стосунки зазвичай практикуються тим рідше, чим довше пара перебуває у шлюбі: пари вступають у статевий акт або іншу сексуальну активність один-два рази на тиждень, або приблизно шість-сім разів на місяць. Сексуальність у літньому віці також впливає на частоту статевих стосунків, оскільки літні люди зазвичай вступають у статеві стосунки рідше, ніж молоді.

### Підлітки
Підлітки зазвичай використовують статевий акт для стосунків і відпочинку, що може негативно або позитивно вплинути на їх життя. Наприклад, хоча підліткова вагітність в деяких культурах може вітатися, її також зазвичай зневажають, і дослідження показують, що передчасне статеве дозрівання змушує дітей і підлітків поводитися як дорослі до того, як вони емоційно чи когнітивно готові. У деяких дослідженнях було зроблено висновок, що статевий акт викликає у підлітків, особливо у дівчат, підвищений рівень стресу та депресії, і що дівчата, швидше за все, схильні до сексуального ризику (наприклад, статевий акт без використання презерватива), але може бути, що в цих областях необхідні подальші дослідження. У деяких країнах, наприклад у Сполучених Штатах, для навчання підлітків сексуальній активності доступні програми статевого виховання та статевого утримання. Ці програми є суперечливими, оскільки існують дебати щодо того, чи слід надавати дітям та підліткам інформацію про статеві стосунки та інші види сексуальної активності лише батькам або іншим особам, які здійснюють догляд за ними.
Деякі дослідження з 1970-х по 1990-ті роки припускають зв'язок між самооцінкою та статевим актом серед підлітків, тоді як інші дослідження, з 1980-х і 1990-х років, повідомляють, що дослідження загалом вказують на незначний або відсутній зв'язок між самооцінкою та сексуальною активністю серед підлітків. До 1990-х років докази в основному підтверджували останнє, а подальші дослідження підтвердили незначний або відсутній зв’язок між самооцінкою та сексуальною активністю серед підлітків. Вчена Ліза Араї заявила: «Ідея про те, що рання статева активність і вагітність пов’язані з низькою самооцінкою, стала модною в другій половині ХХ століття, особливо в США», додавши, що «проте, у систематичному огляді зв’язок між самооцінкою та сексуальною поведінкою, ставленням і намірами підлітків (проаналізував результати з 38 публікацій) 62% поведінкових результатів і 72% висновків щодо ставлення не виявили статистично значущих зв’язків (Goodson et al, 2006)». Дослідження, які дійсно знаходять зв’язок, свідчать про те, що хлопці з сексуальним досвідом мають вищу самооцінку, ніж незаймані хлопці, і що дівчата з низькою самооцінкою та поганим самооцінкою більш схильні до ризикованої поведінки, наприклад до незахищеного сексу і кількох сексуальних партнерів.
Психіатриня Лінн Понтон написала: «Усі підлітки ведуть статеве життя, незалежно від того, чи є вони сексуально активними з іншими, із самими собою, чи, здавалося б, взагалі ні», і що розгляд підліткової сексуальності як потенційно позитивного досвіду, а не як чогось за своєю суттю небезпечного, може допомогти молоді люди формують більш здорові моделі та роблять більш позитивний вибір щодо сексуальної активності. Дослідники стверджують, що тривалі романтичні стосунки дозволяють підліткам отримати навички, необхідні для якісних стосунків у подальшому житті. Загалом позитивні романтичні стосунки між підлітками можуть принести довгострокову користь. Високоякісні романтичні стосунки асоціюються з більшою відданістю в ранньому дорослому віці і позитивно асоціюються з соціальною компетентністю.

## Етичні, релігійні та правові погляди

### Загальні

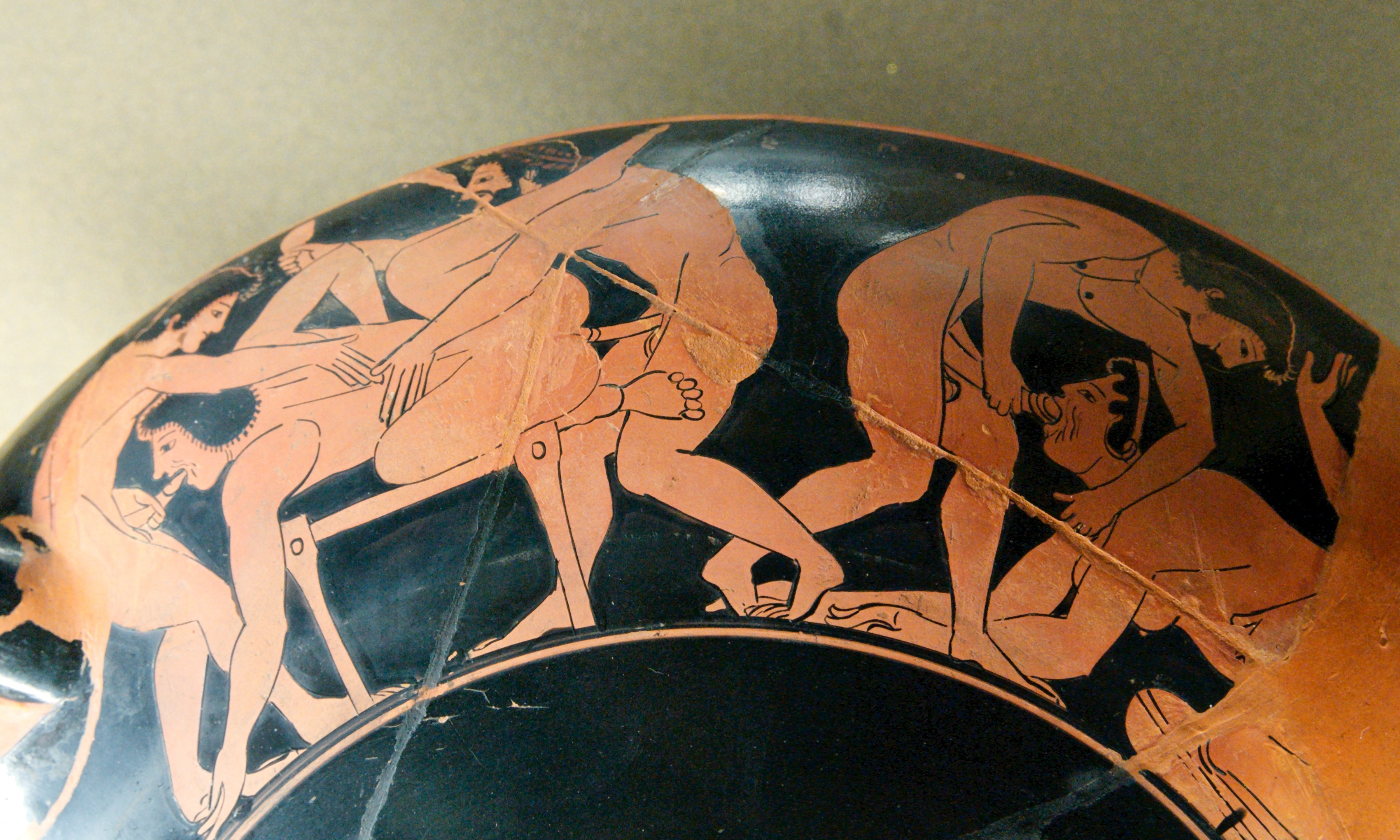
Еротичний малюнок на давньогрецькому кіліксі

У той час як статевий акт, як і коїтус, є природним способом розмноження для людського виду, люди мають складні моральні та етичні принципи, які регулюють практику статевого акту та змінюються відповідно до релігійних і державних законів. Деякі уряди та релігії також мають чіткі визначення того, що вони вважають належною та неприйнятною сексуальною поведінкою, що включає обмеження на типи допустимих статевих актів. Історично забороненим або регульованим статевим актом є анальний секс.

### Статеві злочини
Статеві зносини з особою проти її волі або без її згоди є зґвалтуванням, але також можуть називатися сексуальним нападом. Вони вважаються серйозним злочином у більшості країн. Понад 90% жертв зґвалтувань - жінки, 99% ґвалтівників - чоловіки, і лише близько 5% ґвалтівників є незнайомими жертвами.
У більшості країн є закони про вік згоди, які встановлюють мінімальний вік, з яким літня особа може вступати в статеві зносини, зазвичай це 16-18 років, але коливається від 12 до 20 років. У деяких суспільствах вік згоди встановлюється нестатутним звичаєм або традицією. Секс з особою, яка не досягла віку згоди, незалежно від її заявленої згоди, часто вважається сексуальним насильством або законним зґвалтуванням залежно від різниці у віці учасників. У деяких країнах будь-які статеві стосунки з особою зі зниженими або недостатніми розумовими здібностями, незалежно від віку, розглядаються як зґвалтування.

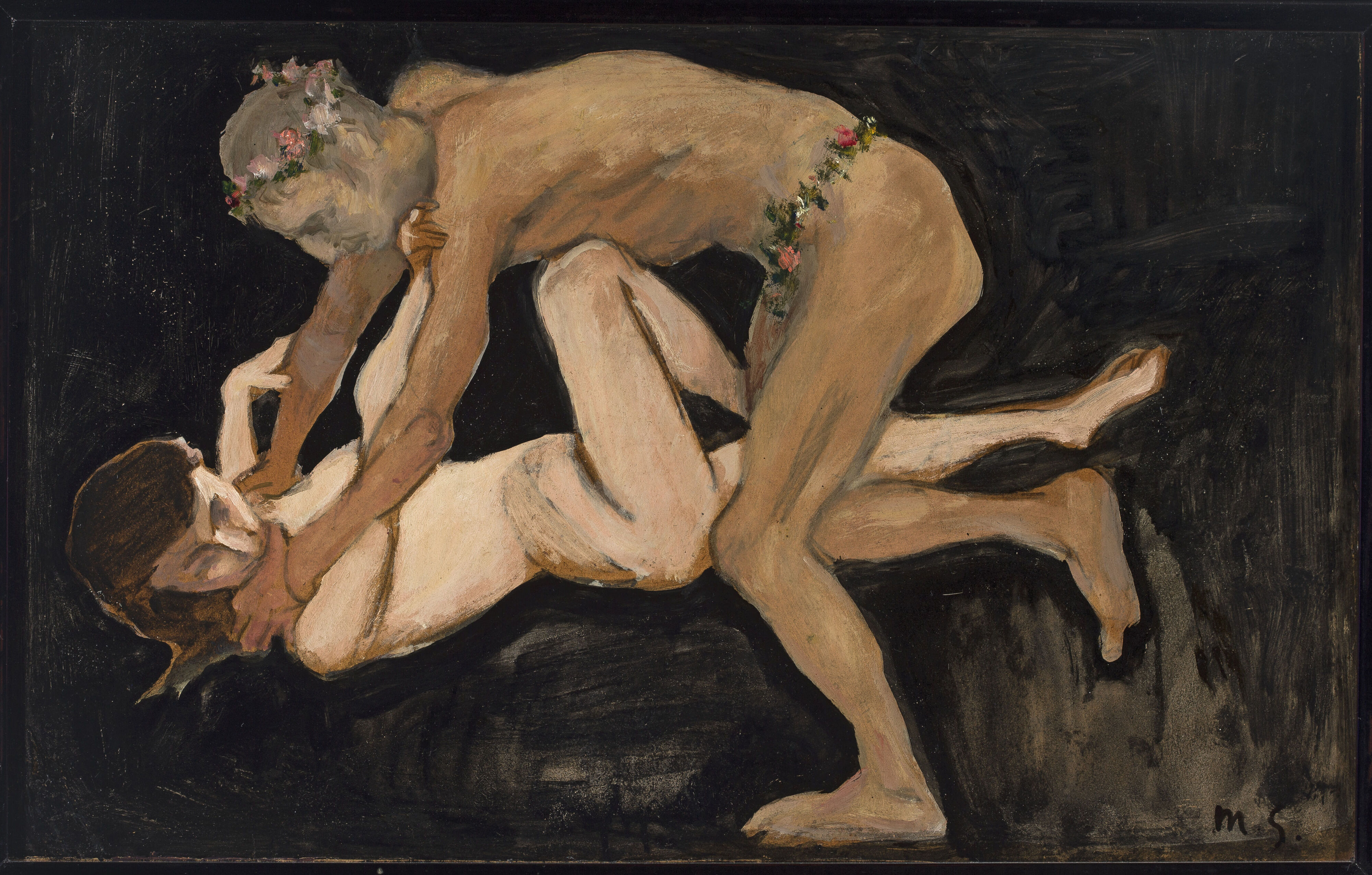
Зображення зґвалтування Макса Слевогта

Роберт Франкер з колегами заявив, що «до 1970-х років визначення зґвалтування часто включало лише статевий акт між пенісом і піхвою». Автори Памела Кальбфлейш (Pamela J. Kalbfleisch) і Майкл Коді (Michael J. Cody) стверджують, що це призвело до того, що якщо «секс означає статевий акт, то зґвалтування означає примусовий статевий акт, а інша сексуальна поведінка, така як пестощі до геніталій людини без її згоди, примусовий оральний секс і примус до одностатевих стосунків, не вважається зґвалтуванням»; вони зазначили, що «хоча деякі інші форми примусового сексуального контакту включені в правову категорію содомії (наприклад, анальне проникнення та орально-генітальний контакт), багато небажаних сексуальних контактів не мають юридичної підстави вважатися зґвалтуванням у деяких штатах». Кен Пламбер стверджував, що юридичне значення «зґвалтування в більшості країн — це незаконний статевий акт, який означає, що пеніс повинен проникнути в піхву», і що «інші форми сексуального насильства над жінками, такі як примусовий оральний або анальний секс, або введення інших предметів у піхву, становлять «менш серйозний» злочин сексуального насильства».
Згодом значення зґвалтування розширилося в деяких частинах світу й охопило багато типів статевого проникнення, включаючи анальний статевий акт, феляцію, кунілінгус і проникнення неживого предмета в статеві органи або пряму кишку. До 2012 року Федеральне бюро розслідувань (ФБР) США все ще вважало зґвалтування злочином, скоєним виключно чоловіками проти жінок. У 2012 році вони змінили значення з «Плотського проникнення до жінки насильно та проти її волі» на «Проникнення, незалежно від того, наскільки легке, у піхву чи анус будь-якою частиною тіла чи предметом або оральне проникнення статевого органу іншої особи, без згоди потерпілої/го». Це значення не змінює федеральний кримінальний кодекс або кримінальний кодекс штату або не впливає на звинувачення та судове переслідування на федеральному, штатному чи місцевому рівнях, але натомість гарантує, що про зґвалтування повідомлятимуть точніше по всій країні. У деяких випадках, щоб діяння було кваліфіковано як зґвалтування, проникнення не потрібне.
У більшості суспільств світу існує і криміналізовано поняття інцесту. Джеймс Роффі, старший викладач кримінології в Університеті Монаш, розглядав потенційну шкоду, пов'язану з сексуальними стосунками в сім'ї, наприклад, народження дітей з вадами розвитку. Однак закон більше спрямований на захист прав людей, які потенційно можуть зазнати такого насильства. Саме тому сексуальні стосунки в сім'ї є кримінально караними, навіть якщо вони відбуваються за обопільною згодою сторін. Існують закони, що забороняють всі види сексуальної активності між родичами, не обов'язково проникаючий секс. Ці закони стосуються бабусь і дідусів, батьків, дітей, братів і сестер, тіток і дядьків. Існують відмінності між штатами щодо суворості покарань і того, кого вони вважають родичами, включаючи біологічних батьків, вітчимів, мачух, усиновителів і зведених братів і сестер.
Іншим сексуальним питанням, що стосується згоди, є зоофілія, яка є парафілією, що включає статеву активність між людьми та тваринами, або пристрасть до такої практики. Сексуальна діяльність людини з тваринами не заборонена в деяких юрисдикціях, але є незаконною в інших відповідно до законів про жорстоке поводження з тваринами або законів, які стосуються злочинів проти природи.

### Романтичні стосунки

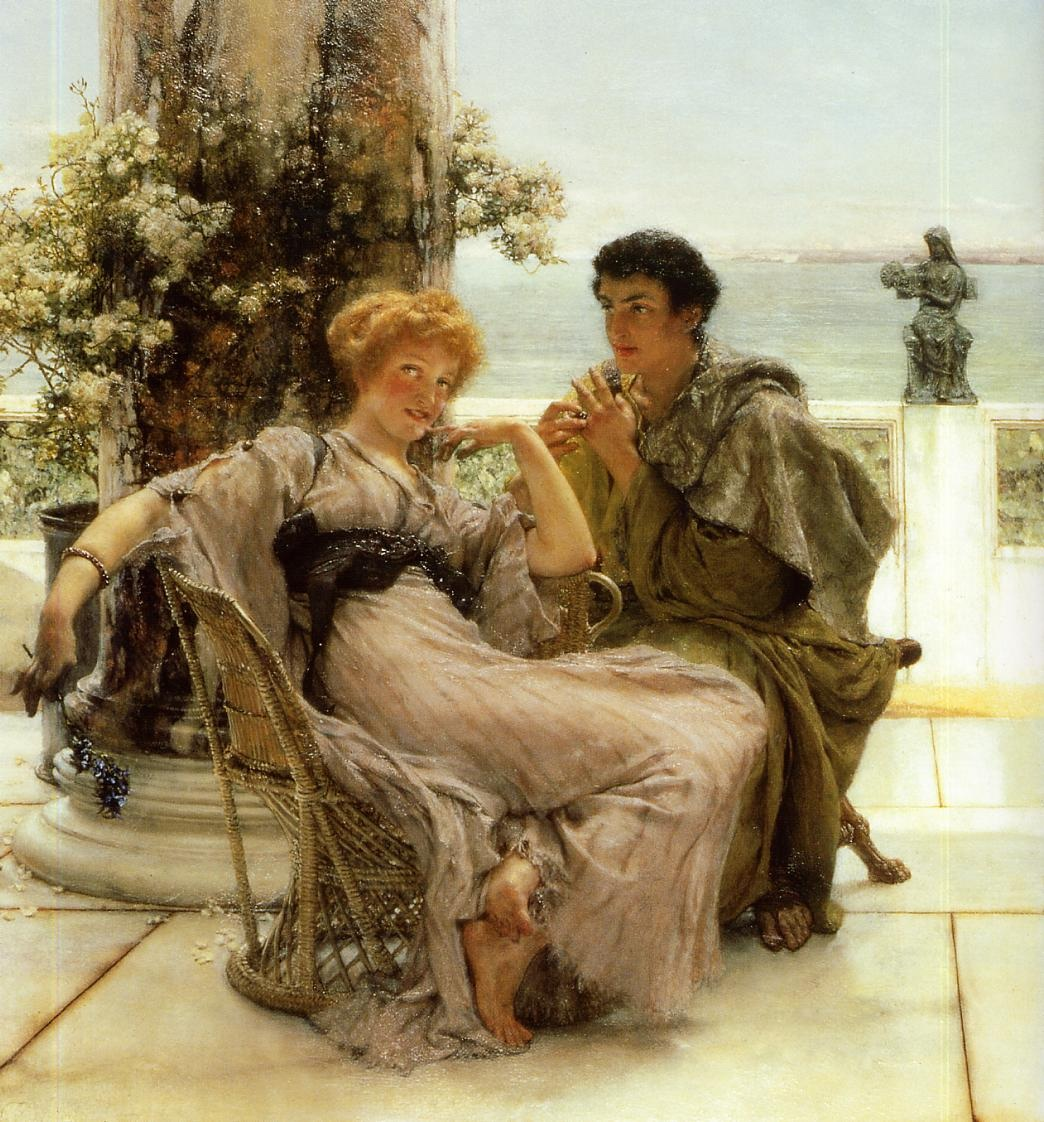
Лоуренс Альма-Тадема зображує залицяння та пропозицію одружитися

#### Шлюб і стосунки
Статевий акт традиційно вважався невід’ємною частиною шлюбу, оскільки багато релігійних звичаїв вимагали укладення шлюбу та називали шлюб найбільш підходящим союзом для статевого відтворення (продовження роду). У таких випадках нездатність з будь-якої причини завершити шлюб вважатиметься підставою для його анулювання (що не вимагає процесу розлучення). Сексуальні стосунки між шлюбними партнерами були «подружнім правом» у різних суспільствах і релігіях, як історично, так і в наш час, особливо в тому, що стосується прав чоловіка на дружину. До кінця ХХ століття в законах про зґвалтування, як правило, існував виняток щодо шлюбу, який виключав переслідування чоловіка за законом про зґвалтування за примусовий секс з дружиною. Автор «Ошісанья» Лай Ошітокунбо зазначає: «Зі зміною правового статусу жінок концепція подружнього права чоловіка і жінки на статеві стосунки стала менш поширеною».
Подружня зрада (вступ у статеві зносини з кимось, крім чоловіка/дружини) у деяких юрисдикціях була і залишається кримінальним злочином. Статеві зносини між неодруженими партнерами та співжиття неодруженої пари в деяких юрисдикціяхт акож є незаконними. Навпаки, в інших країнах шлюб не є обов’язковим ні з соціальної, ні з правової точки зору, щоб мати статеві стосунки чи продовжувати рід (наприклад, поза шлюбом відбувається більшість народжень у таких країнах, як Ісландія, Норвегія, Швеція, Данія, Болгарія, Естонія, Словенія, Франція, Бельгія).
Щодо законів про розлучення, відмова від статевого акту з подружжям може стати підставою для розлучення, яка може бути перерахована в розділі «підстави для розлучення». Стосовно юрисдикцій щодо розірвання шлюбу без вини автор Джеймс Г. Дваєр заявив, що закони про розлучення без вини «полегшили жінці розірвання подружніх стосунків, а дружини отримали більший контроль над своїм тілом під час шлюбу» через законодавчі та судові зміни щодо концепції звільнення від шлюбу, коли чоловік зґвалтує свою дружину.
Існують різні правові позиції щодо значення та законності статевих стосунків між особами однієї статі чи гендеру. Наприклад, у справі Верховного суду штату Нью-Гемпшир у 2003 році Бланчфлауер проти Бланчфлауер було встановлено, що жіночі одностатеві статеві стосунки та одностатеві сексуальні практики в цілому не є статевим актом, на підставі запису 1961 року в Webster's Third Новий міжнародний словник, який класифікує статевий акт як коїтус; і таким чином обвинувачену дружину у шлюборозлучній справі було визнано невинною в подружній зраді. Деякі країни вважають одностатеву сексуальну поведінку правопорушенням, яке карається ув'язненням або стратою; це стосується, наприклад, ісламських країн, включаючи питання ЛГБТ в Ірані.
Проти одностатевих шлюбів значною мірою ґрунтується на переконанні, що статевий акт і сексуальна орієнтація повинні мати гетеросексуальний характер. Визнання таких шлюбів є питанням громадянських прав, політичним, соціальним, моральним і релігійним питанням у багатьох країнах, і конфлікти виникають навколо того, чи можна дозволити одностатевим парам вступати в шлюб, вимагати від них використовувати інший статус (наприклад, цивільний союз, який або надає рівні права, як і шлюб, або обмежені права порівняно з шлюбом), або не має жодних таких прав. Пов’язане питання полягає в тому, чи слід застосовувати слово «шлюб».

#### Релігійні погляди
Існують великі відмінності в релігійних поглядах щодо статевих стосунків у шлюбі та поза ним:
- Більшість конфесій християнства, включаючи католицизм, мають суворі погляди або правила щодо того, які сексуальні практики є прийнятними, а які - ні.[232] Більшість християнських поглядів на статеві стосунки формуються під впливом різних тлумачень Біблії.[233] Наприклад, статеві стосунки поза шлюбом у деяких церквах вважаються гріхом; у таких випадках статеві стосунки між чоловіком і дружиною можуть називатися священним заповітом, святинею, або святим таїнством.[232][233] Історично християнські вчення часто пропагували целібат,[234] хоча сьогодні зазвичай лише окремі члени (наприклад, певні релігійні лідери) деяких груп дають обітницю безшлюбності, відмовляючись від шлюбу та будь-якого виду сексуальної чи романтичної активності..[233] Біблію можна тлумачити як таку, що схвалює пенісно-вагінальне проникнення як єдину форму прийнятної сексуальної активності,[235][236] в той час як інші тлумачення вважають, що Біблія не містить чітких вказівок щодо орального сексу чи інших видів сексуальної поведінки, і що це особисте рішення, чи є оральний секс прийнятним у шлюбі.[235][237][238] Деякі секти вважають використання протизаплідних засобів для запобігання статевому розмноженню тяжким гріхом проти Бога і шлюбу, оскільки вони вірять, що основною метою шлюбу, або однією з його основних цілей, є народження дітей, тоді як інші секти не дотримуються таких переконань.[239]
  - У Римо-Католицькій Церкві, якщо шлюбне торжество відбулося (ратифікація), але подружжя ще не вступило в статевий акт (консумація), то такий шлюб вважається шлюбом via ratum sed non consummatum. Такий шлюб, незалежно від причини неконсумації, може бути розірваний Папою Римським.[240]
  - Церква Ісуса Христа Святих останніх днів (LDS) сексуальні стосунки в узах шлюбу вважає священними. Святі останніх днів вважають, що сексуальні стосунки призначені Богом для створення дітей і для вираження любові між чоловіком і дружиною. Членам Церкви не рекомендується вступати в будь-які сексуальні стосунки до шлюбу, а також бути невірними своєму подружжю після одруження..[241]
  - Шейкери вірять, що статеві стосунки - це корінь усіх гріхів, і тому всі люди повинні дотримуватися целібату, включно з одруженими парами. Початкова громада шейкерів, яка досягла свого піку в 6 000 повноправних членів у 1840 році, скоротилася до трьох членів до 2009 року.[242]
- В юдаїзмі одружений єврейський чоловік зобов'язаний надавати своїй дружині сексуальне задоволення, яке називається онах (буквально - «її час»), що є однією з умов, які він бере на себе як частину єврейського шлюбного контракту, ктуба, який він дає їй під час єврейської весільної церемонії. За єврейськими поглядами на шлюб, сексуальне бажання не є злом, але повинно задовольнятися у належний час, у належному місці та у належний спосіб.[243]
- Іслам розглядає секс у шлюбі як щось приємне, духовну діяльність та обов'язок.[244][245][246] У шиїтському ісламі чоловікам дозволено укладати необмежену кількість тимчасових шлюбів, які укладаються на термін від кількох хвилин до кількох років і дозволяють статеві стосунки. Шиїтським жінкам дозволено укладати лише один шлюб за один раз, тимчасовий або постійний.

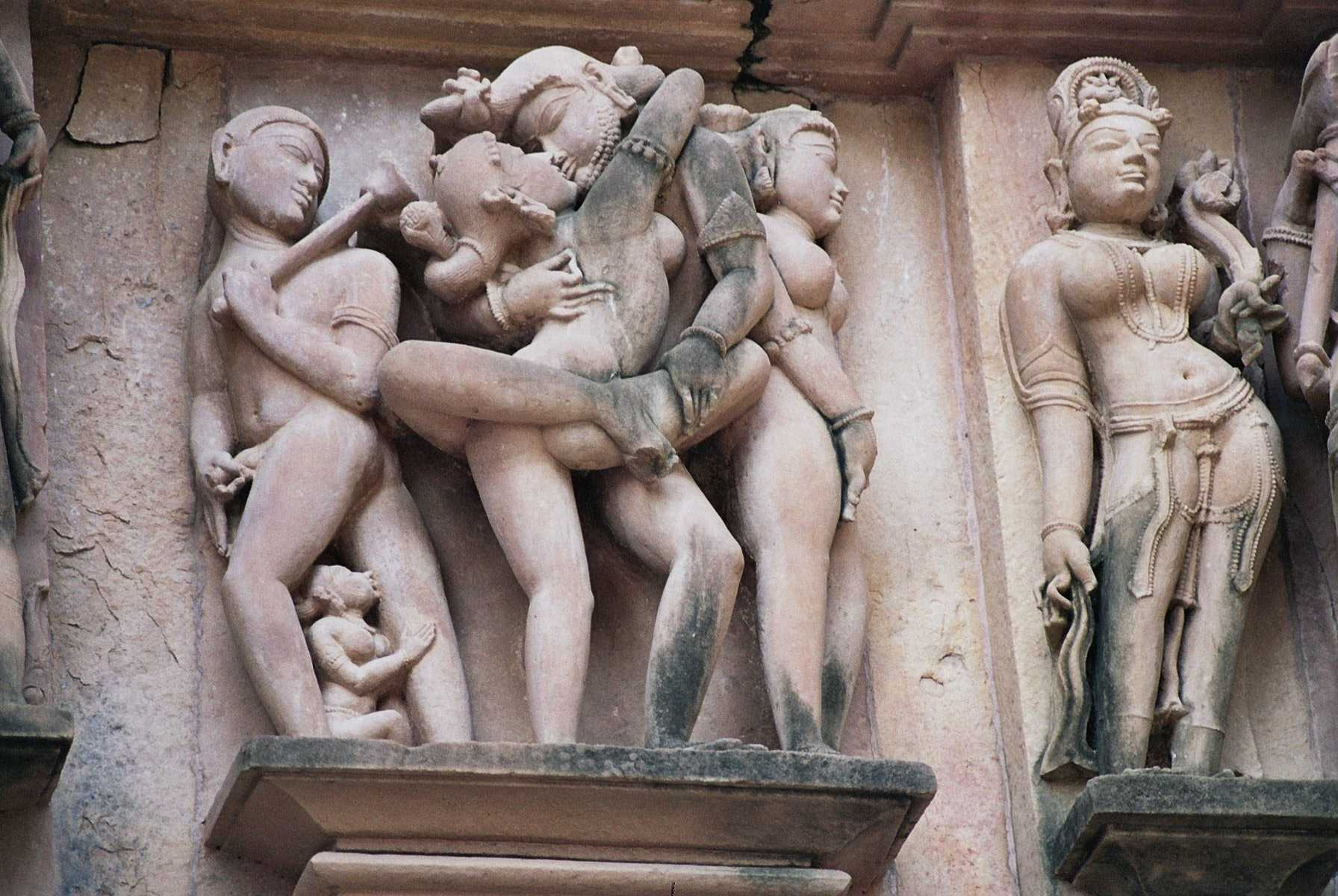
Еротичні скульптури з храмового комплексу Кхаджурахо, Індія

- Еротичні скульптури з храмового комплексу Кхаджурахо, ІндіяІндуїзм має різні погляди на сексуальність[244], але згідно з Камасутрою, секс розглядається як нормальна діяльність, необхідна для повноцінного і щасливого життя.[247]
- Буддійська етика, у найзагальнішому вигляді, стверджує, що людина не повинна ні прив'язуватися до чуттєвих задоволень, ні прагнути їх, оскільки це прив'язує її до циклу народження і смерті, самсари, і перешкоджає досягненню мети нірвани. Оскільки буддійські ченці (тобто бхікшу і бхікшуні) повинні бути повністю присвячені досягненню цієї мети, вони беруть на себе правило повного утримання від статевих стосунків, тобто целібату. Інші правила монастирського навчання з Дисциплінарного кодексу (Патімокха або Пратімоксасутра) та канонічних писань Віная полягають у запобіганні мастурбації, хтивих дотиків та розмов з представниками іншої статі, а також інших форм сексуальної поведінки. Буддійські миряни дотримуються п'яти заповідей, третя з яких - уникати сексуальних зловживань. Пітер Харві каже, що ця заповідь «стосується насамперед уникнення заподіяння страждань своєю сексуальною поведінкою. Перелюб - «перелюб з дружиною іншого» - є найбільш прямим порушенням цієї заповіді. Неправильність цього вчинку розглядається частково з точки зору того, що він є вираженням жадібності, а частково з точки зору шкоди, яку він завдає іншим. Кажуть, що чоловік порушує заповідь, якщо вступає в статеві стосунки з жінками, які заручені або перебувають під захистом родичів, або з молодими дівчатами, які не перебувають під захистом родичів, Зрозуміло, що зґвалтування та інцест є порушенням заповіді»[248]. Буддійські канонічні писання не містять жодних інших правил чи рекомендацій для мирян - наприклад, щодо гомосексуалізму, мастурбації, сексуальних практик та контрацептивів. Однак, відповідно до буддійських етичних принципів незаподіяння шкоди та уникнення сорому, провини і докорів сумління, соціально табуйовані форми сексуальності, а також нав'язлива сексуальна активність також можуть розглядатися як такі, що підпадають під дію третьої заповіді. Пізніші буддійські автори, такі як Нагарджуна, дають різні роз'яснення та рекомендації[248].
- У Бахаїзмі сексуальні стосунки дозволені лише між чоловіком і дружиною.[249]
- Унітаріанські універсалісти, з акцентом на сильну міжособистісну етику, не ставлять обмежень на статеві стосунки між дорослими людьми за взаємною згодою..[250]
- Згідно з релігією Брахма Кумаріс і Праджапіта Брахма Кумаріс, влада хтивості - корінь усього зла і гірша за вбивство.[251] Чистота (безшлюбність) пропагується заради миру і підготовки до життя в прийдешньому Небі на землі протягом 2 500 років, коли діти будуть створюватися силою розуму.[252][253]
- Вікканці кажуть, що, як зазначено в «Заряді Богині», «нехай поклоніння [Богині] буде в серці, яке радіє; бо ось, всі акти любові та задоволення є ритуалами [Богині]». Це твердження, здається, дає людині свободу досліджувати чуттєвість і насолоду, а також поєднується з останньою максимою у вікканському Реде - «26». Вісім слів, які виконує вікканське Реде: «Нікому не шкодьте, робіть, що хочете».[254] — Віккани заохочуються до відповідального ставлення до своїх сексуальних контактів, незалежно від того, в якому вигляді вони відбуваються.[255]
- Мехер Баба стверджував, що «На початку подружнього життя партнерів тягне один до одного як хтивість, так і любов; але завдяки свідомій і цілеспрямованій співпраці вони можуть поступово зменшити елемент хтивості і збільшити елемент любові. Завдяки цьому процесу сублімації хіть врешті-решт поступається місцем глибокій любові».[256]
- У мунізмі статевий акт посідає центральне місце в теології та розглядається як священна подія, що визначає долю людства. Згідно з «Божим Принципом», перворідний гріх був не актом непослуху, а незаконним сексуальним союзом між Євою та архангелом Люцифером, а потім і передчасним союзом з Адамом.[257] Цей акт породив «сатанинський родовід», який успадкували всі люди.[258] Тому статевий акт у рамках шлюбу, освяченого через масову церемонію «Благословення», трактується як священний ритуал. Його мета — не лише народження дітей, а й «зміна родоводу»: символічне відсікання від сатанинської лінії та прищеплення до божественної лінії через «Істинних Батьків» (засновника Мун Сон Мьона та його дружину). Будь-яка сексуальна близькість поза таким шлюбом вважається найтяжчим гріхом.[259][260]

У деяких випадках статевий акт між двома людьми вважається таким, що суперечить релігійному закону чи доктрині. У багатьох релігійних громадах, включаючи католицьку церкву та буддистів Махаяни, очікується, що релігійні лідери утримуються від статевих стосунків, щоб повністю присвятити свою увагу, енергію та вірність своїм релігійним обов’язкам.

## Тварини

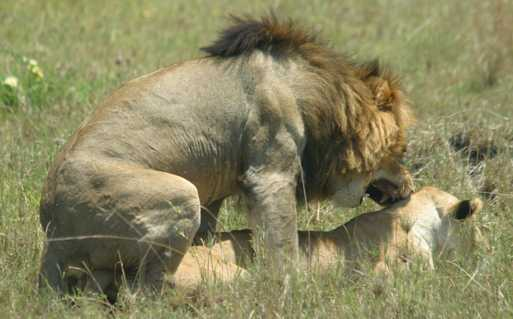
Пара левів злягається в Масаї-Мара, Кенія

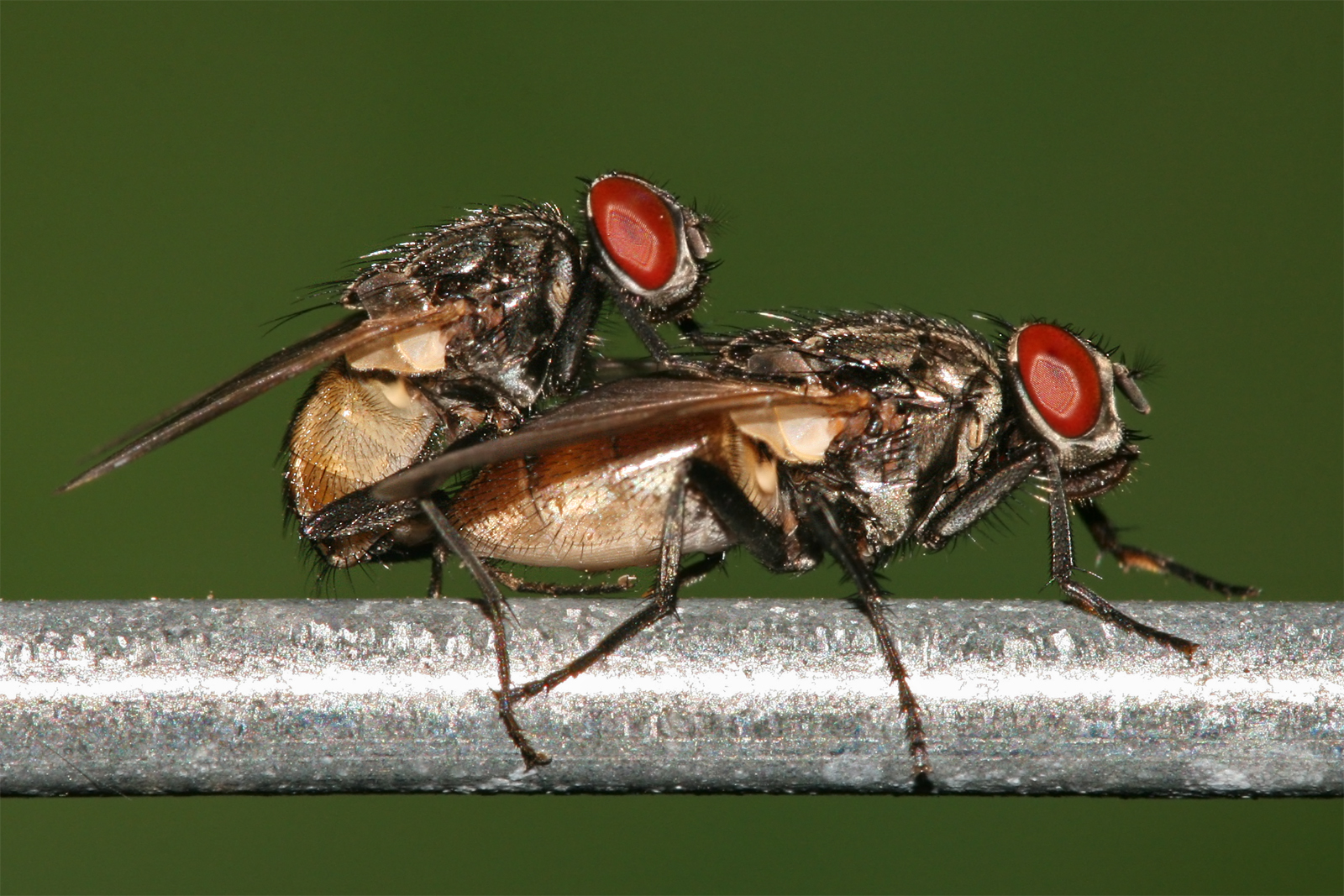
Парування кімнатних мух

У зоології копуляція часто означає процес, під час якого самець вводить сперму в тіло самки, особливо безпосередньо в її репродуктивний тракт. Павуки мають окремі чоловічі та жіночі статі. Перед спарюванням і копуляцією самець павука плете невелику павутину і еякулює на неї. Потім він зберігає сперму в резервуарах на своїх великих педіпальпах, звідки переносить сперму до статевих органів самки. Самки можуть зберігати сперму необмежений час.
Багато тварин, які живуть у воді, використовують зовнішнє запліднення, тоді як внутрішнє запліднення, можливо, розвинулося з потреби підтримувати гамети в рідкому середовищі в епоху пізнього ордовика. Внутрішнє запліднення у багатьох хребетних (таких як рептилії, деякі риби та більшість птахів) відбувається через клоакальне злягання (див. також геміпеніс), тоді як ссавці злягаються вагінально, а багато примітивних хребетних розмножуються статевим шляхом за допомогою зовнішнього запліднення.
Для примітивних комах самець відкладає сперматозоїди на субстраті, іноді зберігаючи їх у спеціальній структурі; залицяння передбачає спонукання самки взяти пакет сперми у свій статевий отвір, але фактичного злягання немає. У групах, які мають розмноження, подібне до павуків, таких як бабки, самці видавлюють сперму у вторинні копулятивні структури, видалені з їхнього статевого отвору, які потім використовуються для запліднення самки. У бабок це набір видозмінених стернітів на другому сегменті черевця. У розвинутих групах комах самець використовує свій едеагус, структуру, утворену з кінцевих сегментів черевця, щоб відкладати сперму безпосередньо (хоча іноді в капсулі, яка називається сперматофором) у репродуктивний тракт самки.
Бонобо, шимпанзе та дельфіни є видами, які, як відомо, ведуть гетеросексуальну поведінку, навіть коли самка не перебуває в тічці, що є моментом її репродуктивного циклу, придатним для успішного запліднення. Також відомо, що ці види ведуть одностатеві сексуальні зв’язки. У цих тварин використання статевого акту еволюціонувало за межі розмноження, очевидно, щоб виконувати додаткові соціальні функції (наприклад, зв’язок).